# Esoterik
Esoterik (von altgriechisch ἐσωτερικός esōterikós, deutsch ‚innerlich, dem inneren Bereich zugehörig, von innen her [verstehbar]‘) ist in der ursprünglichen Bedeutung des Begriffs eine philosophische Lehre, die nur für einen begrenzten „inneren“ Personenkreis zugänglich ist, im Gegensatz zu Exoterik als allgemein zugänglichem Wissen. Andere traditionelle Wortbedeutungen beziehen sich auf einen inneren, spirituellen Erkenntnisweg, etwa synonym mit Mystik, oder auf ein „höheres“, „absolutes“ Wissen.
Heute gibt es weder im wissenschaftlichen noch im populären Sprachgebrauch eine allgemein anerkannte Definition von Esoterik beziehungsweise esoterisch.
In der Wissenschaft haben sich zwei grundlegend verschiedene Verwendungen dieser Bezeichnungen etabliert:
- Die Religionswissenschaft beschreibt und klassifiziert verschiedene Formen religiöser Aktivität, die sie als Esoterik zusammenfasst.
- Die Geschichtswissenschaft befasst sich hingegen mit bestimmten Strömungen, die gewisse Ähnlichkeiten aufweisen und historisch miteinander verbunden sind. Diese werden meist unter dem Begriff Westliche Esoterik zusammengefasst, wobei in der Forschung auch Kritik an der Vereinnahmung als „westlich“ geäußert wird.[2]

Im populären Sprachgebrauch versteht man unter Esoterik vielfach „Geheimlehren“. Ebenfalls sehr gebräuchlich ist der Bezug auf „höhere“ Erkenntnis und auf Wege, welche zu dieser führen sollen. Des Weiteren wird das Adjektiv „esoterisch“ häufig abwertend im Sinne von „unverständlich“ oder „versponnen“ verwendet. Dies bildet ab, dass „esoterisches Wissen“ nur von einem ausgewählten inneren Kreis verstanden wird, während das „exoterische Wissen“ allgemeinzugänglich, also „von außen“ zugänglich ist.

## Begriffsgeschichte

### Antike
Das altgriechische Adjektiv esoterikos ist erstmals im 2. Jahrhundert bezeugt: bei Galen, der bestimmte stoische Lehren so bezeichnete, und in einer Satire des Lukian von Samosata, wo sich „esoterisch“ und „exoterisch“ auf zwei Aspekte der Lehren des Aristoteles beziehen (von innen oder von außen betrachtet). Weit älter ist der Gegenbegriff „exoterisch“: Schon Aristoteles (384–322 v. Chr.) nennt seine propädeutischen, für Fachfremde und Anfänger geeigneten Kurse „exoterisch“ (nach außen hin gerichtet) und grenzt sie so vom streng wissenschaftlichen philosophischen Unterricht ab. Erst Cicero (106–43 v. Chr.) bezieht den Begriff „exoterisch“ auf eine bestimmte Gattung von Schriften des Aristoteles und der Peripatetiker, nämlich die „volkstümlich geschriebenen“, für die Öffentlichkeit bestimmten Werke (literarische Dialoge) im Gegensatz zu den nur für internen Gebrauch in der Schule geeigneten Fachschriften; die letzteren nennt er aber nicht „esoterisch“. Im Sinne dieser von Cicero getroffenen, nicht auf Aristoteles selbst zurückgehenden Einteilung des Schrifttums werden noch heute in der Altertumswissenschaft die „exoterischen“ von den „esoterischen“ Schriften des Aristoteles unterschieden. Die „esoterischen“ Schriften enthalten keine Geheimlehren, sondern nur Darlegungen, deren Verständnis philosophische Vorbildung voraussetzt. Schon Aristoteles’ Lehrer Platon war der Überzeugung, ein Teil seiner Lehren sei nicht zur Veröffentlichung geeignet (ungeschriebene Lehre). Daher ist in der modernen Forschungsliteratur von Platons „Esoterik“ oder „esoterischer Philosophie“ die Rede, womit die ungeschriebene Lehre gemeint ist.
Im Sinne von „geheim“ benutzte den Begriff esoterikos erstmals der Kirchenvater Clemens von Alexandria. In einem ähnlichen Sinn unterschieden Hippolyt von Rom und Iamblichos von Chalkis zwischen exoterischen und esoterischen Schülern des Pythagoras, wobei letztere einen inneren Kreis bildeten und bestimmte Lehren exklusiv empfingen. Ins Lateinische wurde das griechische Wort erst in der Spätantike übernommen; der einzige antike Beleg für das lateinische Adjektiv esotericus ist eine Stelle in einem Brief des Kirchenvaters Augustinus, der an Ciceros Angaben anknüpfend mit Bezug auf Aristoteles von „esoterischer Philosophie“ schrieb.

### Allgemeiner Sprachgebrauch der Neuzeit
Den Ausgangspunkt für die Entstehung des neuzeitlichen Esoterik-Begriffs bildete die auf die Pythagoreer bezogene Begriffsverwendung des Iamblichos. Man dachte dabei an die von Iamblichos überlieferte, in der modernen Forschung umstrittene Einteilung der Pythagoreer in die zwei rivalisierenden Gruppen der „Akusmatiker“ und der „Mathematiker“, die beide den Anspruch erhoben haben sollen, die authentische Lehre des Pythagoras zu vertreten. Ob es eine Geheimlehre der frühen Pythagoreer tatsächlich gegeben hat, ist in der Forschung umstritten, doch war die Vorstellung davon in der Frühen Neuzeit allgemein verbreitet und prägte den Begriff „esoterisch“. Man bezeichnete mit diesem Wort ein Geheimwissen, das ein Lehrer nur ausgewählten Schülern mitteilt.
Im Englischen kommt das Wort erstmals in der 1655–1662 erschienenen History of Philosophy von Thomas Stanley vor. Stanley schrieb, den inneren Kreis der Pythagoreer hätten die Esotericks gebildet. Im Französischen ist ésotérique erstmals 1752 im Dictionnaire de Trévoux bezeugt, 1755 auch in der Encyclopédie. Im Deutschen ist „esoterisch“ als Fremdwort, wohl aus dem Französischen oder Englischen übernommen, erstmals 1772 belegt; das Adjektiv wird ab dem späten 18. Jahrhundert zur Bezeichnung von Lehren und Kenntnissen verwendet, die nur für einen ausgesuchten Kreis Eingeweihter oder Würdiger bestimmt sind, sowie zur Charakterisierung von wissenschaftlichen und philosophischen Texten, die nur für einen kleinen, exklusiven Kreis von Fachleuten verständlich sind. Seit dem 20. Jahrhundert ist eine abwertende Konnotation verbreitet; „esoterisch“ hat oft die Bedeutung „unverständlich“, „geheimnistuerisch“, „weltfremd“, „versponnen“. (Siehe hierzu auch esoterische Programmiersprachen.) Das Substantiv „Esoteriker“ ist ab dem frühen 19. Jahrhundert gebräuchlich (erster Beleg 1813); anfangs bezeichnete es eine Person, die in die Geheimnisse einer Gesellschaft oder in die Regeln einer Kunst oder Wissenschaft eingeweiht ist.
Der Gebrauch des Substantivs „Esoterik“ (französisch ésotérisme) beginnt 1828 in einem Buch von Jacques Matter über die antike Gnosis. Nachdem auch andere Autoren diesen Neologismus aufgegriffen hatten, wurde er 1852 erstmals in einem französischen Universallexikon als Bezeichnung für Geheimlehren aufgeführt. Weithin gebräuchlich wurde das Wort dann durch die einflussreichen Bücher von Éliphas Lévi über Magie, von wo aus es in das Vokabular des Okkultismus Eingang fand. Seither wurde es (wie auch das Adjektiv) von vielen Autoren und Strömungen als Selbstbezeichnung verwendet, wobei sie es oft in freier Weise neu definierten.
Heute wird „Esoterik“ weithin als Bezeichnung für „Geheimlehren“ verstanden, wobei es sich laut Antoine Faivre de facto allerdings zumeist um allgemein zugängliche „offene Geheimnisse“ handelt, die sich einer entsprechenden Erkenntnisbemühung erschließen. Nach einer anderen, ebenfalls sehr geläufigen Bedeutung bezieht sich das Wort auf eine höhere Stufe der Erkenntnis, auf „wesentliches“, „eigentliches“ oder „absolutes“ Wissen und auf die sehr vielfältigen Wege, welche zu diesem führen sollen.

### Wissenschaftlicher Sprachgebrauch
In der Wissenschaft haben sich zwei grundlegend verschiedene Verwendungen der Bezeichnung Esoterik oder esoterisch etabliert:
- Im religionswissenschaftlichen Kontext wird sie gewöhnlich typologisch definiert und bezieht sich auf in bestimmter Weise charakterisierte Formen religiöser Aktivität. Oft handelt es sich dabei um Geheimlehren, entsprechend der ursprünglichen Bedeutung von Esoterik. Eine andere, damit verwandte Tradition, die von Mircea Eliade, Henry Corbin und Carl Gustav Jung repräsentiert wurde, bezieht „esoterisch“ auf die tieferen, „inneren Geheimnisse“ der christlichen Religion im Unterschied zu deren exoterischen Dimensionen wie Dogmen und sozialen Institutionen.

- Davon zu unterscheiden sind geschichtswissenschaftliche Ansätze, die bestimmte Strömungen speziell der westlichen Kultur als Esoterik zusammenfassen, welche gewisse Ähnlichkeiten aufweisen und historisch miteinander verbunden sind. In diesem Zusammenhang wird in jüngster Zeit zumeist von westlicher Esoterik gesprochen. Zum Teil wird auch der zeitliche Rahmen noch begrenzt, indem nur in der Neuzeit von Esoterik gesprochen wird; andere Autoren nehmen auch entsprechende Erscheinungen im Mittelalter und in der späten Antike hinzu. Auch bezüglich der exakten inhaltlichen Abgrenzung des Begriffs besteht noch kein Konsens, wohl aber bezüglich der Kernbereiche. Dazu gehören in der Neuzeit die Wiederentdeckung der Hermetik in der Renaissance, die sogenannte okkulte Philosophie mit ihrem im weiten Sinne neuplatonischen Kontext, die Alchemie, der Paracelsismus, das Rosenkreuzertum, die christliche Kabbala, die christliche Theosophie, der Illuminismus und zahlreiche okkultistische und sonstige Strömungen im 19. und 20. Jahrhundert bis hin zur New-Age-Bewegung. Bezieht man auch frühere Zeiten mit ein, kommen die antike Gnosis und Hermetik, die neuplatonische Theurgie und die verschiedenen okkulten „Wissenschaften“ und magischen Strömungen hinzu, die dann in der Renaissance zu einer Synthese zusammenflossen. In dieser Perspektive spielt die zuvor genannte Unterscheidung der beiden prinzipiellen religionswissenschaftlichen Ansätze keine Rolle, da sowohl der Aspekt der Geheimhaltung wie auch der des „inneren Weges“ in aus geschichtswissenschaftlicher Sicht esoterischen Erscheinungen vorhanden sein oder fehlen können. Allerdings gibt es auch Ansätze, bei denen typologische und historische Elemente kombiniert sind.

## Geschichte der westlichen Esoterik
Bis zu  19. Jahrhundert ist die Klassifizierung einer Strömung als zugehörig zur Esoterik insofern problematisch, als es sich nicht um Selbstbezeichnungen der historischen Strömungen handelte (siehe Begriffsgeschichte) und es für anachronistische Klassifizierung keinen Konsens zu einer Definition von „Esoterik“ gibt. Die folgenden antiken, mittelalterlichen und frühneuzeitlichen Strömungen werden in der Forschung dennoch meist der Esoterik zugerechnet.

### Antike

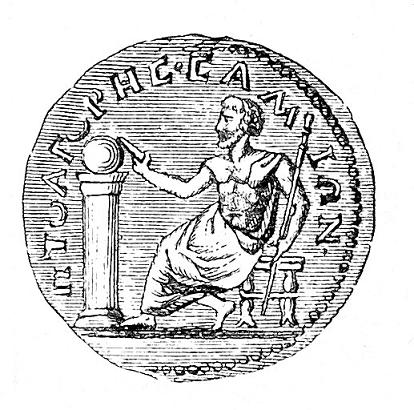
Pythagoras, dargestellt auf einer antiken Münze

Erste Zeugnisse von Lehren und Sozialstrukturen, die aus heutiger Sicht der Esoterik zugerechnet werden können, finden sich schon recht früh im antiken Griechenland und im damals griechisch besiedelten Süditalien, wobei Pythagoras (*um 570; † nach 510 v. Chr.) als Gründer der religiös-philosophischen Schule und Bruderschaft der Pythagoreer in Kroton (heute Crotone) besonders herausragt. Pythagoras glaubte – ebenso wie die Orphiker und Anhänger verschiedener Mysterienkulte – an die Unsterblichkeit der Seele. Damit verbanden die Pythagoreer und die Orphiker die Vorstellung der Seelenwanderung (Reinkarnation). Sie betrachteten den Körper als eine vorübergehende Behausung der Seele, ja als einen Kerker, aus dem sie sich befreien müsse. Diese Erlösung von der körperlichen Existenz strebten sie durch ein sittlich einwandfreies Leben an, das zunächst zu einer Wiedergeburt auf höherer Stufe führen sollte, schließlich aber zur endgültigen Befreiung von der Körperwelt durch Beendigung der Reihe der Wiedergeburten. Diese Vorstellungen standen in scharfem Kontrast zu der älteren, von Homer repräsentierten Anschauung, in dessen Ilias der Begriff der Seele (psyche) zwar erstmals nachweisbar auftaucht, aber nur als Attribut der ganz mit dem Körper identifizierten Person. Zu den Anhängern des Reinkarnationsgedankens gehörten später auch andere bedeutende Philosophen wie Empedokles und Platon sowie alle antiken Platoniker.
Ein weiteres zentrales Motiv der Esoterik, das bei den Pythagoreern erstmals auftrat, ist die Erhebung der Zahlen zu den Prinzipien alles Seienden. Sie betrachteten die Welt als eine nach ganzzahligen Verhältnissen harmonisch geordnete Einheit (Kosmos), und den Weg der Läuterung der Seele sahen sie in der Unterwerfung unter die allgemeine, mathematisch ausdrückbare Harmonie aller Dinge. Auch die Idee der musikalisch begründeten Sphärenharmonie, basierend auf einem Vergleich der Planetenbewegungen mit den von den Pythagoreern entdeckten Zahlenverhältnissen der musikalischen Intervalle, hat hier ihren Ursprung. Sogar ein moralischer Aspekt wurde den Zahlen zugesprochen, indem man bestimmten Zahlen sittliche Qualitäten wie Gerechtigkeit oder Zwietracht zuordnete.

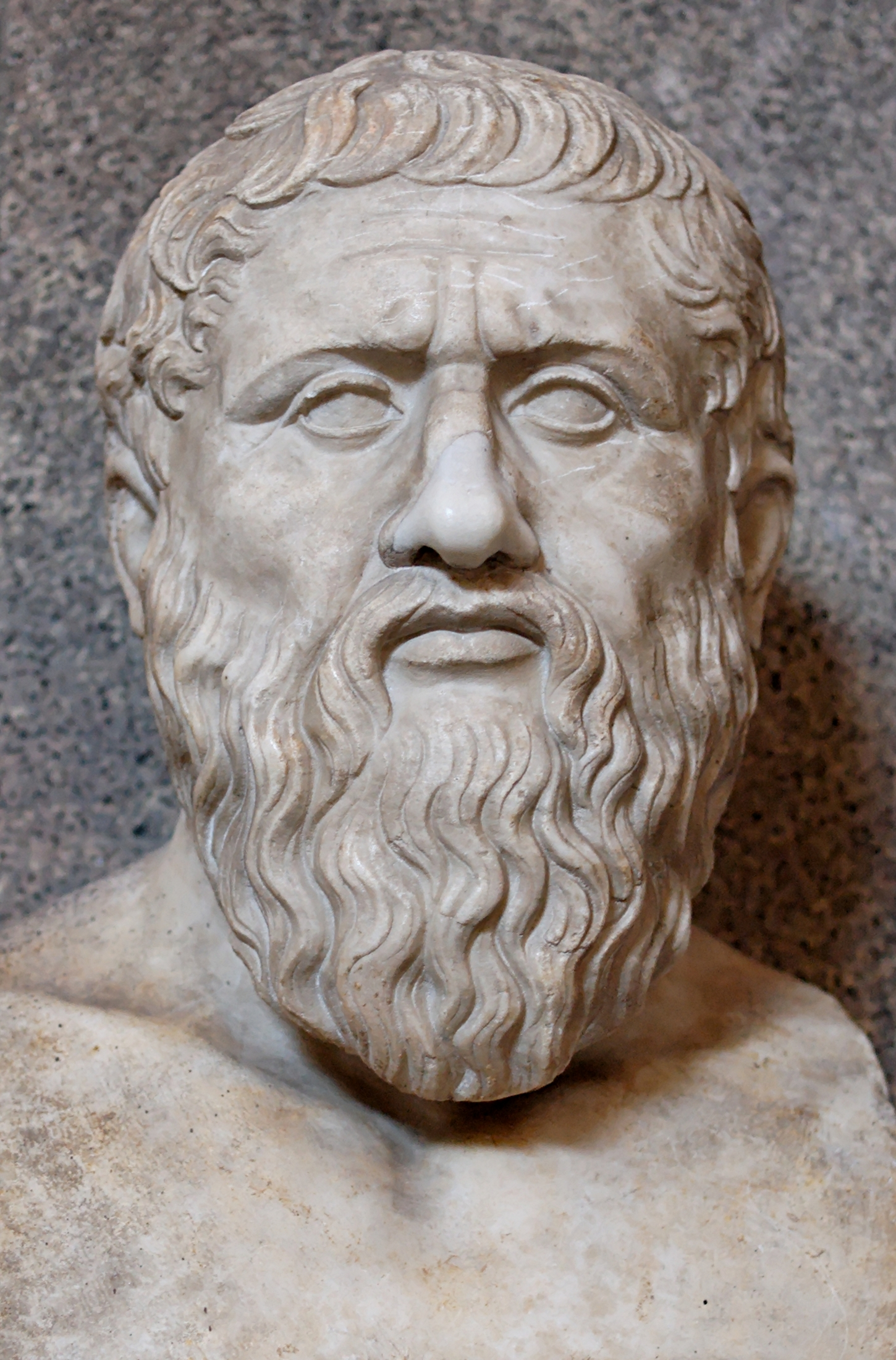
Platon, römische Kopie einer zeitgenössischen Büste

Platon (427–347 v. Chr.) war der Erste, der die Unsterblichkeit der Seele argumentativ zu beweisen versuchte (in seinem Dialog Phaidon). Dabei identifizierte er die Seele mit der Vernunft, die er als prinzipiell vom Körper unabhängig betrachtete. Ihre eigentliche Heimat sei das Reich der unvergänglichen Ideen und der reinen Geister, welcher sie entstamme und in welche sie nach dem Tod zurückkehre. Wie schon bei den Pythagoreern erscheint auch hier der Körper als Gefängnis, dem die Seele in der Reihe der Wiedergeburten durch eine reine Lebensführung entrinnen und in ein rein geistiges Dasein übergehen kann. Unverkörpert kann sie demnach die ewigen Wesenheiten, denen sie selbst angehört, unmittelbar schauen, während dieses Wissen im Körper verdunkelt ist und gewöhnlich nur im Zuge der in sich selbst begründeten Tätigkeit der Vernunft wie eine Erinnerung auftaucht. Neben den Lebewesen schrieb Platon auch den Gestirnen sowie dem Kosmos als ganzem eigene Seelen und damit Leben zu.
Esoterisch war Platons Philosophie auch in dem Sinne, dass sie auf einen inneren Weg verwies. Das Eigentliche seiner Lehre sei, so Platon, gar nicht mitteilbar, sondern nur der eigenen Erfahrung zugänglich. Er könne als Lehrer nur Hinweise geben, aufgrund derer wenige Auserwählte in der Lage sein würden, sich selbst dieses insofern esoterische Wissen zu erschließen, das in solchen Fällen plötzlich als Idee in der Seele entspringe und sich dann selbst weiter seine Bahn breche.
Das Motiv eines inneren Kreises von „Eingeweihten“ (Grundmann) oder Auserwählten, teils verbunden mit der Aufforderung zur Geheimhaltung (Arkandisziplin), tritt auch in den frühchristlichen Schriften, die später als Evangelien in das Neue Testament aufgenommen wurden, des Öfteren auf, wobei allerdings nicht durchgängig ein bestimmter Menschenkreis gemeint ist. Insofern kann von neutestamentlichen Ansätzen einer christlichen Esoterik gesprochen werden, wie der Esoterikforscher Gerhard Wehr es tut. Diesen von Jesus persönlich Auserwählten steht der Apostel Paulus gegenüber, der Jesus nie persönlich begegnet war und dessen Anhänger sogar vehement bekämpfte, aber durch eine innere Offenbarung („Damaskuserlebnis“) zum Christentum bekehrt und schließlich zu dessen erfolgreichstem Missionar wurde. Hier spricht Wehr von „paulinischer Esoterik“ im Sinne des inneren Weges. Paulus erhob den Anspruch, das „Pneuma“ (Geist) Gottes empfangen zu haben und daher das Wesen und den Willen Gottes zu kennen, denn der Geist ergründe (anders als die menschliche Weisheit) alles, „auch die Tiefen Gottes“. Eine Sonderstellung unter den Schriften des Neuen Testaments nehmen noch das Johannes-Evangelium und die Offenbarung des Johannes ein, die etwa der Philosoph Leopold Ziegler als „ein durchaus esoterisches Schrifttum“ bezeichnete. Diese Sonderstellung wurde auch im frühen Christentum schon zum Ausdruck gebracht, indem man das Johannes-Evangelium als das „geistige“ oder „pneumatische“ Evangelium von den anderen unterschied (Clemens von Alexandria, Origenes).
An Platons Seelenlehre schloss in nachchristlicher Zeit der Neuplatonismus an, dessen herausragender Vertreter der in Rom wirkende Plotin (205–270 n. Chr.) war und der als die bedeutendste philosophische Richtung der ausgehenden Antike gilt. Plotin zog die äußerste Konsequenz aus Platons Ansatz, indem er den ekstatischen Aufschwung zum „Einen“, wie er das Göttliche nannte, das Gewahrwerden des Urgrundes aller Dinge in uns selbst, als das „wahrhafte Endziel für die Seele“ bezeichnete. „An seinem höchsten Punkt erweist sich Plotins Denken als Mystik“, wie der Philosoph Wolfgang Röd schreibt, und der Esoterikforscher Kocku von Stuckrad sieht hier den „archimedischen Punkt europäischer Seeleninterpretation“ und den „Dreh- und Angelpunkt auch heutiger esoterischer Anschauungen“ wie etwa der New-Age-Bewegung. Noch stärker als bei Plotin trat dieses mystische Element, verbunden mit magischen Praktiken, bei späteren Neuplatonikern wie Iamblichos (etwa 275–330 n. Chr.) und Proklos (5. Jh.) hervor. Diese Philosophen folgten dem in jener Zeit überhaupt sehr verbreiteten Interesse an mystischer Religiosität, Magie und Wahrsagung. Röd spricht in diesem Zusammenhang von einer Verwandlung der neuplatonischen Philosophie „zu einer Art Theosophie und Theurgie“.
Eine andere in der hellenistischen Antike gestiftete Tradition, die für die Esoterik eine große Bedeutung erlangen sollte, ist die Hermetik, die sich auf Offenbarungen des Gottes Hermes beruft und eine Synthese griechischer Philosophie mit ägyptischer Mythologie und Magie darstellt. Hier trat das bis dahin im griechisch-römischen Denken wenig geläufige Motiv des Mittlers in den Vordergrund, der – ob als Gott oder als „aufgestiegener“ Mensch – höheres Wissen offenbart. Ein weiteres Grundmotiv der Hermetik wie auch der späteren Esoterik allgemein ist die Vorstellung einer alles verbindenden Sympathie, welche die astrologischen Entsprechungen zwischen Makrokosmos und Mikrokosmos begründen sollte. Später trat das neuplatonische Konzept des Aufstiegs der unsterblichen Seele durch die Planetensphären und der damit verbundenen Erlösung bis hin zum Einswerden mit Gott hinzu, ermöglicht durch Erkenntnis und durch die Erfüllung bestimmter ethischer Anforderungen.
Eine besondere Ausprägung erfuhr der Gedanke der Erlösung der Seele durch höhere Erkenntnis in diversen religiösen Strömungen der Spätantike, die zusammenfassend als Gnosis bezeichnet werden. Diese vielfältige Bewegung entstand im ersten nachchristlichen Jahrhundert im Osten des Römischen Reiches und in Ägypten. Sie trat in heidnischen, jüdischen und christlichen Spielarten auf. In ihr verbanden sich Elemente der griechischen Philosophie mit religiösen Vorstellungen. Grundlegend war dabei zumeist ein schroffer Dualismus, d. h. eine scharfe Trennung zwischen der geistigen Welt, der die menschliche Seele entstammt, und der im Grunde nichtigen materiellen Welt, an die sie vorübergehend gebunden ist, – auch verstanden als Gegensatz von Licht und Finsternis oder von Gut und Böse. Die heiligen religiösen Schriften wurden unter diesem Gesichtspunkt als verschlüsselte Botschaften betrachtet, die von „Pneumatikern“, denen das höhere Wissen über die geistige Wirklichkeit zugänglich war, verfasst worden seien und die auch nur von Pneumatikern wirklich verstanden werden könnten. Speziell in der christlichen Gnosis trat noch die Erlösergestalt des Christus und die damit verbundene Vorstellung eines entscheidenden Wendepunktes der Weltgeschichte hinzu.
Die Gnosis stieß auf zunehmenden Widerspruch sowohl von philosophischer Seite (besonders Plotin) wie auch vonseiten der sich etablierenden und institutionell festigenden christlichen Großkirche, wobei eine scharfe Trennung zwischen der im Entstehen begriffenen kirchlichen Theologie und den heterogenen Spielarten der christlichen Gnosis allerdings kaum möglich war und ist. So standen die einflussreichen Theologen Clemens und Origenes der Gnosis nahe, indem auch sie eine höhere, „geistige“ Erkenntnis propagierten und für sich in Anspruch nahmen, und Origenes wurde von seinem späteren Gegner Epiphanius von Salamis gar als „Oberhaupt der Ketzer“ bezeichnet. Problematisch ist zudem, dass die Bezeichnungen „Gnosis“ und „Gnostizismus“ im Wesentlichen von den kirchlichen Gegnern geprägt wurden, während die so Bezeichneten sich selbst zumeist einfach „Christen“ oder gar „orthodoxe“ Christen nannten. Eine wesentliche Differenz zwischen den kirchlichen Kritikern und den von diesen so genannten Gnostikern bestand darin, dass letztere die eigene Erkenntnis (griech. gnosis) des Einzelnen betonten und eine „Selbstermächtigung des erkennenden Subjekts“ (Stuckrad) propagierten, während die Kirche großen Wert auf die Begrenztheit des menschlichen Erkenntnisvermögens legte und die höchsten Wahrheiten nur in der göttlichen Offenbarung gegeben sah, die – unter Berufung auf die Amtsnachfolge (apostolische Sukzession) – allein in den von ihr anerkannten (kanonisierten) Schriften sowie in den von ihr vorgegebenen festen Bekenntnisformeln zu finden sei. Im Konkreten entzündeten sich die Auseinandersetzungen besonders an Fragen der Astrologie und der Magie. Ab dem 4. nachchristlichen Jahrhundert hatte sich die Macht der Kirche so weit gefestigt, dass bereits geringfügige Abweichungen vom „rechten Glauben“ mit dem Tod durch Feuer oder Schwert geahndet werden konnten. Die Zeugnisse der Ansichten dieser „Häretiker“ wurden vernichtet und gingen fast restlos verloren, so dass man sich bis weit ins 20. Jahrhundert hinein weitgehend auf die nicht gerade unparteiischen Schilderungen erklärter Gegner wie Irenäus von Lyon stützen musste. Erst 1945 wurde in Nag Hammadi, Ägypten, eine Sammlung gnostischer Texte entdeckt, die den „Säuberungen“ entgangen war und erstmals einen umfassenden und unverfälschten Einblick in dieses nach eigener Einschätzung wahre oder orthodoxe Christentum erlaubte. Desgleichen gilt für den bereits 1930 gemachten Fund von Medinet Madi, der die ältesten bekannten manichäischen Originalhandschriften (4. Jh.) bewahrte. Im aus diesen Schriften rekonstruierten Mythos der synkretistischen Weltreligion werden die Stufen geschildert, wie das Licht in die Welt gelangte und es durch Mitwirkung des Menschen auf dem gleichen Weg wieder zurück in das Lichtreich kehren kann.

### Mittelalter
Im Mittelalter gerieten große Teile dieser antiken Lehren im christlichen Kulturraum in Vergessenheit, während sie im islamischen Raum bewahrt und vielfach aufgegriffen wurden und teils auch in die jüdische Mystik einflossen. Insbesondere solche Lehren, die eine individuelle Erlösung implizierten oder sich auf religiöse Urkunden beriefen, welche keinen Eingang in den biblischen Kanon gefunden hatten, wurden aus dem orthodoxen Christentum ausgegrenzt. Daneben bestanden allerdings im Mittelmeerraum pagane („heidnische“) Religionen fort, und im Nahen Osten blieben vor allem der Manichäismus, der Zoroastrismus und der Islam neben dem orthodoxen Christentum bestehen.
Auf der anderen Seite boten innerhalb des letzteren die neu entstehenden Klöster – insbesondere die des 529 gegründeten Benediktiner-Ordens – Raum für die Pflege kontemplativer Mystik, die sich nun auch nach Norden ausbreitete. Eine große Bedeutung für die mittelalterliche Mystik erlangten einige im 5. und 6. Jahrhundert aufgetauchte Schriften, als deren Autor Dionysios Areopagita genannt wurde, ein Zeitgenosse des Paulus, den dieser in der Apostelgeschichte erwähnt hatte. Dieser Dionysios vertrat eine stark platonisch geprägte „negative“ Theologie, in welcher er zum Ausdruck brachte, dass Gott aller herkömmlichen Erkenntnis unzugänglich sei. Erst der vollkommene Verzicht auf alles „Wissen“ im herkömmlichen Sinn ermögliche die „Einung“ mit Gott und damit eine Erkenntnis, die alles Wissbare sprenge. Daneben war Dionysios der Erste, der eine strukturierte Hierarchie der Engel, d. h. der zwischen Gott und dem Menschen vermittelnden geistigen Wesen, vorlegte. Erst etwa tausend Jahre später kamen ernsthafte Zweifel auf, ob der Autor dieser Schriften wirklich der von Paulus Erwähnte sein konnte, und heute gilt als erwiesen, dass sie frühestens gegen Ende des 5. Jh. entstanden sein konnten. Der Autor wird daher heute meist als Pseudo-Dionysius Areopagita bezeichnet.
Ab dem 8. Jahrhundert konnten sich in Südspanien unter der Herrschaft der in religiösen Dingen sehr toleranten Mauren in friedlicher Koexistenz allerlei Spielarten islamischer, jüdischer und christlicher Spiritualität entfalten, unter denen hier vor allem der islamische Sufismus zu nennen ist. Auch Platon und andere griechische Philosophen wurden von hier aus im westlichen Europa näher bekannt.
Die herausragende Gestalt der frühmittelalterlichen Mystik und zugleich der bedeutendste Philosoph seiner Epoche war der im 9. Jahrhundert lebende Johannes Scotus Eriugena, der von Kaiser Karl dem Kahlen an die Pariser Hofschule berufen wurde. Seine Lehre war stark von Dionysios Areopagita und dem Neuplatonismus beeinflusst, und er legte die ersten brauchbaren Übersetzungen der Werke des Dionysios ins Lateinische vor, wodurch diese auch im Westen ihre Wirkung entfalten konnten. Ein zentrales Thema seiner Lehre war die Rückkehr des Menschen zu Gott, die „Gottwerdung“ (lat. deificatio oder griech. théosis) durch Erhöhung des Bewusstseins, also ganz im Sinne des Neuplatonismus. Freilich wurden seine Ansichten schon zu seinen Lebzeiten von lokalen Synoden verurteilt, und im 13. Jahrhundert wurden auf Geheiß des Papstes alle greifbaren Exemplare seines Hauptwerks vernichtet.

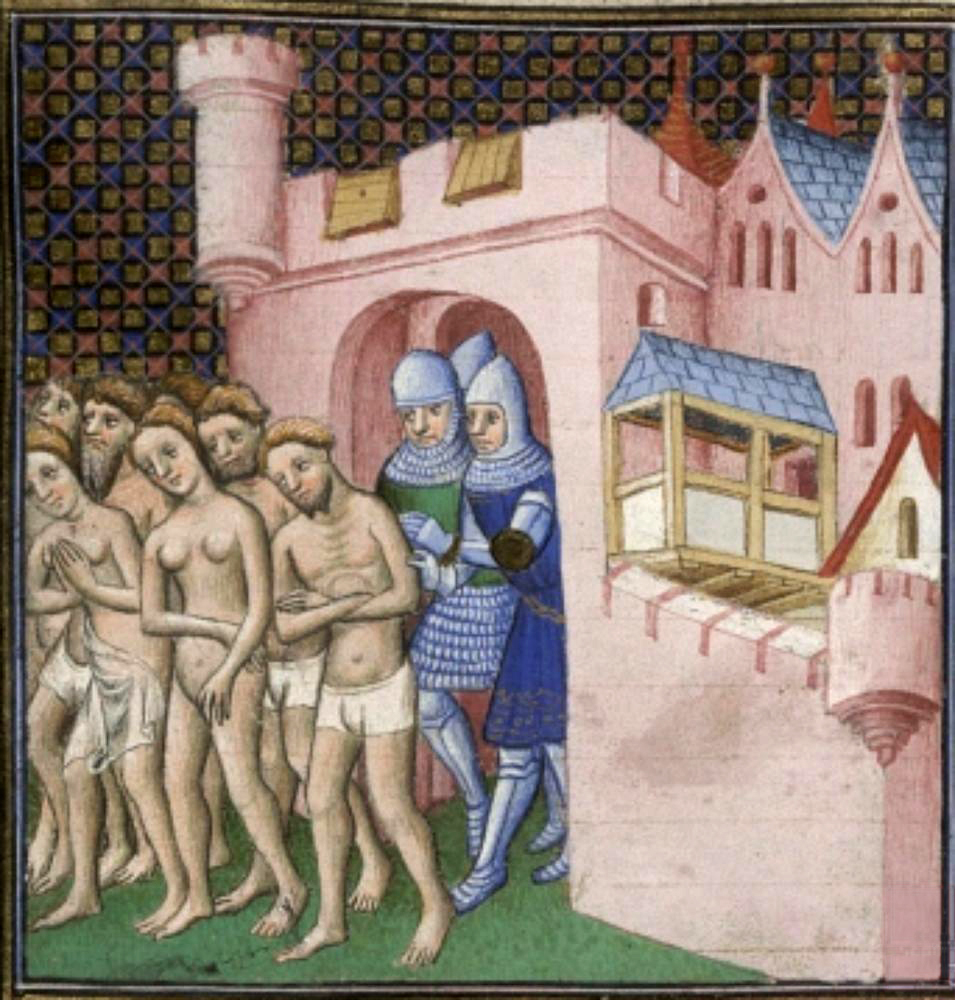
Vertreibung der Katharer aus Carcassonne im Jahr 1209

Eine mit der frühchristlichen Gnosis vergleichbare Bewegung sind die Katharer, über die ab der Mitte des 12. Jahrhunderts Berichte vorliegen, deren Ursprung aber weitgehend im Dunkeln liegt. Der Schwerpunkt dieser sich schnell ausbreitenden spirituellen Bewegung lag in Südfrankreich und Norditalien. Sie wich in wesentlichen Punkten von der römisch-katholischen Lehre ab und wurde daher bald massiv bekämpft. Das Katherertum knüpfte vor allem an die Spiritualität des Johannes-Evangeliums an, während es große Teile des Alten Testaments ablehnte. Des Weiteren betrachtete es Christus nicht als Menschen, sondern als einen vom Himmel gesandten Erlöser. Die Erlösung sahen die Katharer darin, dass die Menschenseele aus der als finster betrachteten materiellen Welt in ihre Lichtheimat zurückkehren würde. Die Gemeinschaft der Katharer war streng hierarchisch geordnet; nur der kleine Kreis der in strenger Askese lebenden „Vollendeten“ wurde in ihre Geheimlehre eingeweiht. Als vor allem in weiten Teilen Südfrankreichs sehr beliebte „Gegenkirche“ entwickelte sie sich zur bedeutendsten Konkurrenz der römischen Kirche im Mittelalter, bis diese zu einem regelrechten Kreuzzug aufrief, in dessen Folge das Katharertum vollständig vernichtet wurde.
Als neue mystische Geheimlehre trat im 12. Jahrhundert in Südfrankreich und Spanien die jüdische Kabbala auf, die zunächst im Judentum eine große Bedeutung erlangte, später aber auch außerhalb desselben in der Geschichte der Esoterik eine bedeutende Rolle spielen sollte. Ursprünglich auf die Deutung der Heiligen Schrift (Tora) beschränkt, entwickelte die Kabbala bald auch eine eigenständige theologische Lehre (siehe Sephiroth), die mit magischen Elementen (Theurgie) verbunden war. Manche Kabbalisten (am prominentesten Abraham Abulafia) vertraten (wie die christlichen Gnostiker) die Ansicht, dass man nicht nur durch Interpretation der Tora, sondern auch durch direkte mystische Erfahrung zu „absolutem“ Wissen gelangen könne.

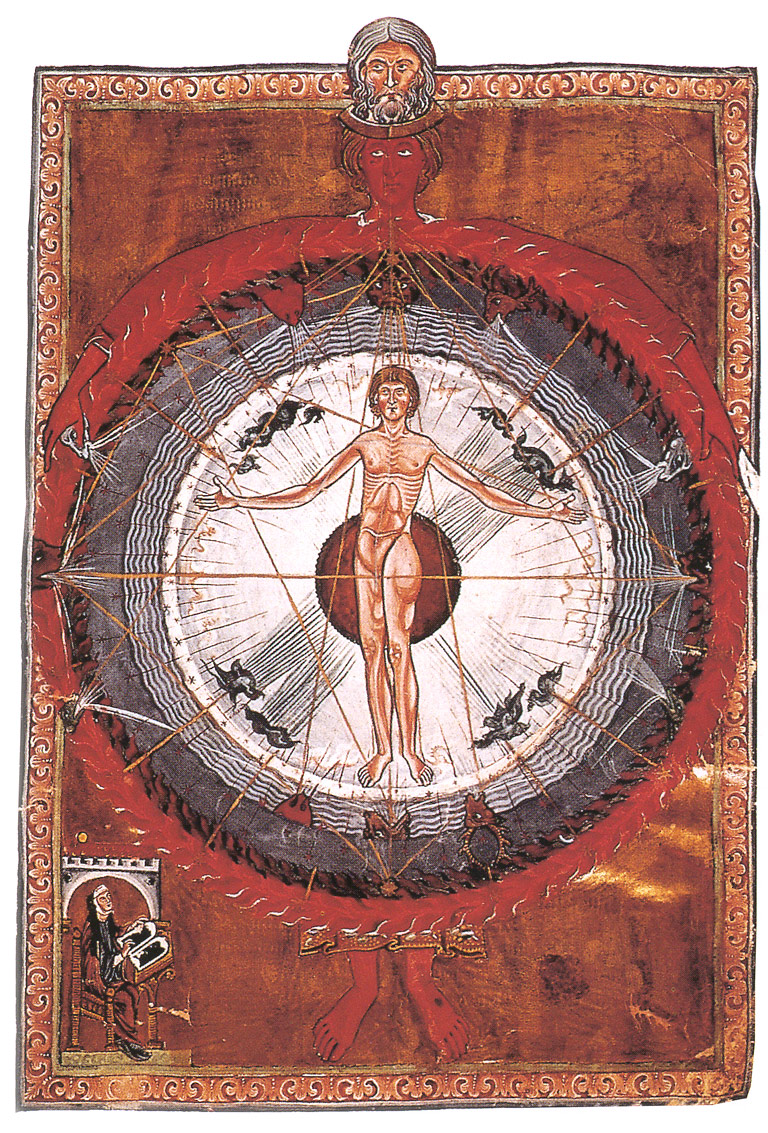
Hildegard von Bingen: Buch von den göttlichen Werken, Darstellung einer Vision des Menschen als Teil des Kosmos

Bis ins 13. Jahrhundert finden sich auch innerhalb des offiziellen Christentums noch wesentliche Teile dessen, was man später als Esoterik bezeichnen würde, darunter kosmologische Lehren, das Denken in Entsprechungen, die Imagination und die Idee der spirituellen Transformation. Beispiele dafür sind in Deutschland die Mystikerin Hildegard von Bingen, in Frankreich die platonisch ausgerichtete Schule von Chartres (Bernardus Silvestris, Guillaume de Conches, Alanus ab Insulis), in Italien der Visionär Joachim von Fiore und die Franziskaner, in Spanien die neuplatonisch geprägte, der Kabbala nahestehende Lehre des Mallorquiners Ramon Llull und in England die Schule von Oxford (Theosophie des Lichts bei Robert Grosseteste, Alchemie und Astrologie bei Roger Bacon). Um 1300 setzte sich jedoch in der Theologie der Averroismus durch, der den Rationalismus betont und Imaginatives ablehnt.
Speziell die Mystik erfuhr allerdings in der ersten Hälfte des 14. Jahrhunderts einen bemerkenswerten Aufschwung und eine Popularisierung, indem ihre Vertreter zum Gebrauch der jeweiligen Volkssprache anstelle des Lateinischen übergingen. Am bedeutendsten waren hier die deutschen Dominikaner Meister Eckhart, Johannes Tauler und Heinrich Seuse; Vergleichbares gab es jedoch auch in den Niederlanden, in England, Frankreich, Italien und Spanien. Bei aller Vielfalt des von diesen Mystikern geschilderten inneren Erlebens und der von ihnen verwendeten Begriffe war ihnen das Ziel der Unio mystica, der mystischen Vereinigung oder Kommunion des Menschen mit Gott, gemeinsam, die „Gottesgeburt im Seelengrund“. In Eckharts mystischem Denken erreichte die mittelalterliche Mystik einen Höhepunkt; zugleich bildet es aber den Ausgangspunkt für eine neue Richtung der Mystik, die bis in die frühe Neuzeit hinein wirken sollte. Bei ihm stand „Mystik“ nicht für ekstatische Verzückung, sondern für eine besondere Denkweise, die über das Argumentieren und Schlussfolgern hinausgeht und zu einem unmittelbaren Erfassen des Absoluten, ja zum Einswerden mit diesem führt. Damit knüpfte Eckhart an Johannes Scotus Eriugena, Pseudo-Dionysios Areopagita und den Neuplatonismus an. Da er sich vielfach der deutschen Sprache bediente, wurde er zum wirkungsmächtigsten Vertreter dieser platonischen Richtung innerhalb der christlichen Theologie, obwohl Teile seiner Lehre posthum als Häresie verurteilt wurden und auch seine allgemeinverständliche Verbreitung schwieriger theologischer Erörterungen auf Kritik stieß.
Esoterische Praktiken wie die Magie und die Astrologie waren im Mittelalter verbreitet. Zur Magie gehörte auch die Beschwörung (Invokation) von Dämonen und Engeln, wobei die Existenz von Dämonen als gefallener Engel auch in der Theologie anerkannt war. Die Alchemie erlangte erst im 12. Jahrhundert eine gewisse Bedeutung, ausgehend von arabisch-muslimischen Quellen in Spanien.

### Frühe Neuzeit

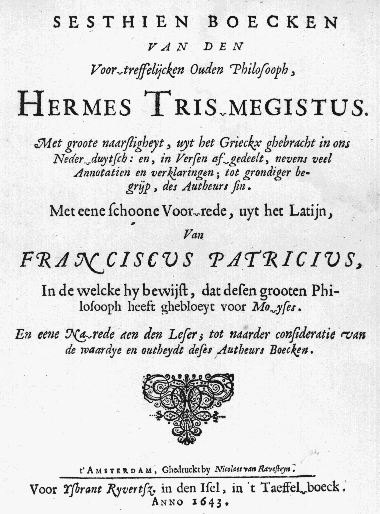
Corpus Hermeticum, flämische Ausgabe von 1643

In der Renaissance, in der man sich auf die Antike zurückbesann, erlebte auch die Esoterik einen Aufschwung. Maßgeblich dafür waren die Wiederentdeckung bedeutender hermetischer Schriften (Corpus Hermeticum), die Erfindung des Buchdrucks mit beweglichen metallenen Lettern, durch den sich ein viel breiteres Publikum erschloss, und auch die Auswirkungen der Reformation. Antoine Faivre, der Altmeister der Esoterikforschung, sieht im 16. Jahrhundert sogar den eigentlichen „Ausgangspunkt dessen, was man später als Esoterik bezeichnen sollte“, und betrachtet daher vergleichbare Erscheinungen in der Antike und im Mittelalter lediglich als Vorläufer der Esoterik: „als sich die Naturwissenschaften von der Theologie ablösten und man begann, sie um ihrer selbst willen zu betreiben […], da konnte sich die Esoterik als eigener Bereich konstituieren, der in der Renaissance zunehmend die Schnittstelle zwischen Metaphysik und Kosmologie einnahm“.
Das Corpus Hermeticum, eine Sammlung von Schriften, die dem nach neuerer Kenntnis fiktiven Autor Hermes Trismegistos zugeschrieben wurden, wurde 1463 in Makedonien entdeckt und gelangte in den Besitz des Mäzens Cosimo de’ Medici in Florenz. Diese Texte schienen sehr alt zu sein, sogar älter als die Schriften Moses und damit die gesamte jüdisch-christliche Überlieferung, und eine Art „Urwissen“ der Menschheit zu repräsentieren. Cosimo beauftragte eine Übersetzung ins Lateinische, die 1471 erschien und großes Aufsehen erregte. Das Corpus wurde als „ewige Philosophie“ (Philosophia perennis) betrachtet, die der ägyptischen, griechischen, jüdischen und christlichen Religion als gemeinsamer Nenner zugrunde liege. Dank des Buchdrucks erlangte es weite Verbreitung, und bis 1641 kamen 25 Neuauflagen heraus; auch wurde es in verschiedene andere Sprachen übersetzt. Im 16. Jahrhundert kamen jedoch Zweifel an der korrekten Datierung dieser Texte auf, und 1614 konnte der Genfer Protestant Isaac Casaubon nachweisen, dass sie erst in nachchristlicher Zeit entstanden sein konnten. Da hatten sie ihre enorme Wirkung jedoch längst entfaltet.

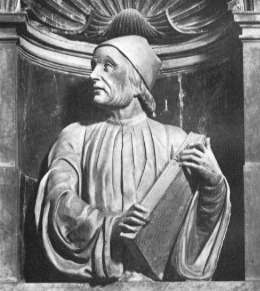
Marsilio Ficino, Büste im Dom von Florenz

Der Übersetzer des Corpus Hermeticum, Marsilio Ficino (1433–1499), übertrug auch die Werke Platons und etlicher Neuplatoniker ins Lateinische und verfasste eigene Kommentare und Einführungen in die platonische Philosophie. Die Neuplatoniker wurden dadurch nach langer Vergessenheit überhaupt erst wieder bekannt, und Platon wurde im Wortlaut verfügbar. Auch das hatte enorme Auswirkungen. Platonisches Gedankengut wurde gegen die aristotelisch geprägte Theologie in Stellung gebracht. Ein Aspekt dieser Kontroversen betraf die Frage, wie weit menschliche Erkenntnis reichen kann, womit ein wesentlicher Konflikt aus Zeiten des frühen Christentums wieder auflebte (vgl. oben). Manche Neuplatoniker der Renaissance vertraten sogar pantheistische Positionen, was aus Sicht des monotheistischen Christentums an Häresie grenzte.
Ein dritter wichtiger Einfluss auf die Esoterik der Renaissance ging von der Kabbala aus, indem deren Methoden zur Deutung der religiösen Urkunden auch von Christen übernommen wurden. Die bedeutendsten Vertreter dieser „christlichen Kabbala“ waren Giovanni Pico della Mirandola (1463–1494), Johannes Reuchlin (1455–1522) und Guillaume Postel (1510–1581). Im Zentrum der christlich-kabbalistischen Hermeneutik stand der Versuch, auch auf der Grundlage der originär jüdischen Überlieferung die Wahrheit der christlichen Botschaft (Christus ist der Messias) zu beweisen. Das war teils mit anti-jüdischer Polemik verbunden (die Juden würden ihre eigenen heiligen Schriften nicht richtig verstehen), rief aber auf der anderen Seite die Inquisition auf den Plan, was 1520 in der Verurteilung Reuchlins durch den Papst kulminierte.
In Deutschland entwickelte der Kölner Philosoph und Theologe Heinrich Cornelius Agrippa von Nettesheim (1486–1535) aus Elementen der Hermetik, des Neuplatonismus und der Kabbala eine „okkulte Philosophie“ (De occulta philosophia, 1531). Darin unterschied er drei Welten: die elementare, die himmlische und die göttliche Sphäre, denen beim Menschen Körper, Seele und Geist entsprechen. Die antike Lehre von den vier Elementen (Erde, Wasser, Luft und Feuer) ergänzte er durch eine „fünfte Essenz“, womit er den Begriff der Quintessenz prägte. Größte Bedeutung maß Agrippa der Magie bei, die er als höchste Wissenschaft und erhabenste Philosophie auffasste. Nicht durch Wissenschaft im herkömmlichen Sinn, die er scharf verurteilte, sondern nur durch den „guten Willen“ könne der Mensch sich in mystischer Ekstase dem Göttlichen annähern.

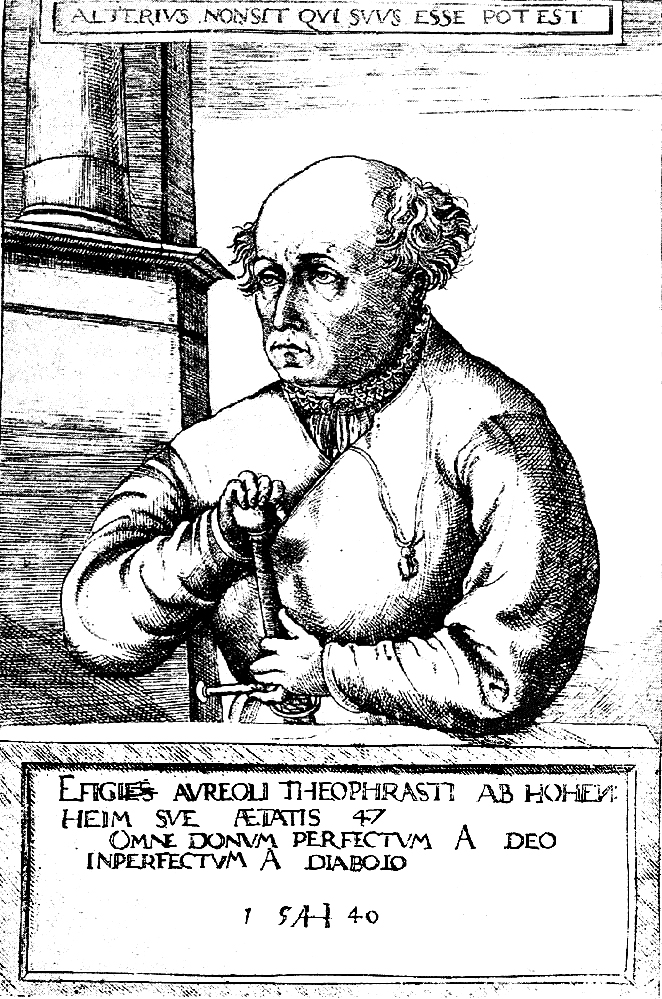
Paracelsus, 1540

Die neuplatonische Dreiteilung von Mensch und Welt und die Entsprechung von Mikrokosmos (Mensch) und Makrokosmos liegen auch der medizinischen Lehre des Paracelsus (1493–1541) zugrunde. Neben den vier Elementen maß er besonders den drei Prinzipien der Alchemie (Sal, Sulfur und Mercurius) eine große Bedeutung bei. Der Quintessenz Agrippas entspricht bei ihm der Archaeus, eine organisierende und formbildende Kraft. Für Paracelsus gehörte auch die Astrologie notwendig zur Medizin hinzu, denn der Mensch trage den ganzen Kosmos in sich, Diagnose und Therapie setzten genaue Kenntnisse der astrologischen Entsprechungen voraus, und die Beurteilung des Krankheitsverlaufs und der Wirkung von Medikamenten müsse unter Berücksichtigung der Planetenbewegungen erfolgen.
Zu den bedeutenden Esoterikern der frühen Neuzeit gehört auch Giordano Bruno (1548–1600). Er schrieb mehrere Bücher über Magie, die er als mit der empirischen Naturwissenschaft vereinbar ansah (Magia naturalis), und vertrat die Lehre von der Seelenwanderung. Mit der im Geiste Brunos sich vom kirchlichen Dogmatismus befreienden Naturwissenschaft schienen esoterische Anschauungen dagegen vielfach kompatibel zu sein. So waren die astronomischen „Revolutionäre“ Nikolaus Kopernikus (1473–1543), Galileo Galilei (1564–1642) und Johannes Kepler (1571–1630) überzeugte Anhänger der Astrologie, Kepler und Galilei praktizierten diese sogar, und Isaac Newton (1643–1727), der neben Galilei als Begründer der exakten Naturwissenschaft gilt, verfasste daneben auch Beiträge über Hermetik, Alchemie und Astrologie.

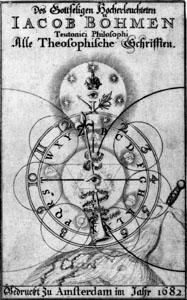
Jakob Böhme: Alle Theosophischen Schriften, 1682

An die Forderung Martin Luthers, neben der Bibel nur auf einen individuellen Zugang zu Gott zu vertrauen, knüpfte im 16. und 17. Jahrhundert die „klassische“ christliche Theosophie an. Deren wichtigster Vertreter war Jakob Böhme (1575–1624), ein Schuster, der im Alter von 25 Jahren nach einer schweren Lebenskrise eine mystische Vision hatte und später darüber schrieb. Nach Böhme ist der Ausgangspunkt allen Seins der „Zorn Gottes“, den er jedoch nicht wie das Alte Testament als eine Reaktion auf menschliche Verfehlungen, sondern als ein willenshaftes Urprinzip beschreibt, das vor der Schöpfung, ja „vor der Zeit“ besteht. Dem Zorn steht die Liebe gegenüber, die als Sohn Gottes oder auch als dessen Wiedergeburt angesehen wird. Diesen „wiedergeborenen Gott“ kann der Mensch nur erkennen, wenn er selbst „wiedergeboren“ wird, indem er mit Gott kämpft und durch einen Gnadenakt von diesem Kampf erlöst und mit absolutem Wissen beschenkt wird. Diese theosophische Lehre Böhmes wurde als häretisch eingestuft, und nachdem ein erstes, nicht zur Veröffentlichung bestimmtes Manuskript in die Hände eines Pfarrers gelangt war, wurde der Autor zeitweilig inhaftiert und schließlich mit einem Publikationsverbot belegt. Jahre später (ab 1619) widersetzte er sich jedoch diesem Verbot, und seine Schriften trugen in hohem Maß zur Ausbildung eines spirituellen Bewusstseins auf der Grundlage des Protestantismus bei.

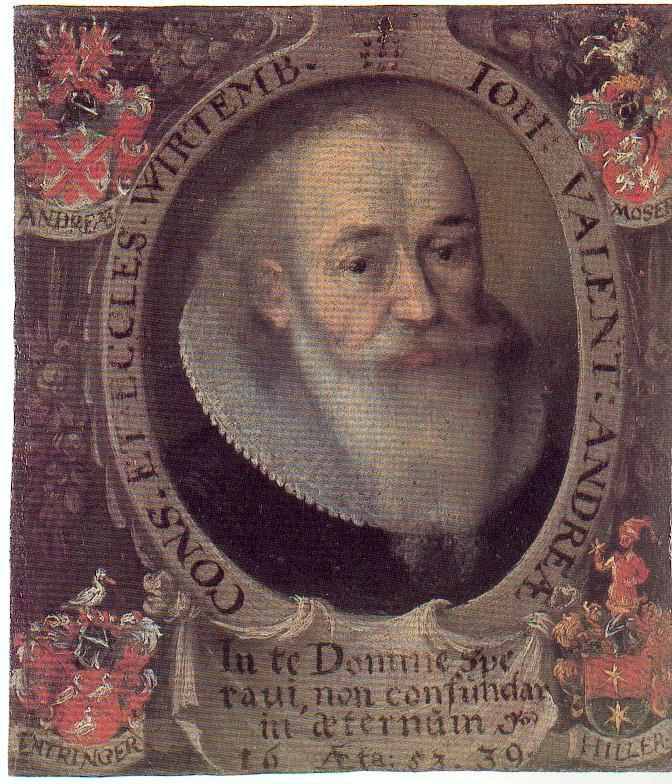
Johann Valentin Andreae, 1639

In den Jahren 1614 bis 1616 erschienen einige mysteriöse Schriften, die großes Aufsehen erregten. Ihre anonymen Autoren beriefen sich auf die mythische Gestalt des Christian Rosencreutz, der von 1378 bis 1484 gelebt haben soll und dessen Hinterlassenschaft sie in seinem Grab entdeckt hätten. Die von diesen ersten Rosenkreuzern propagierte Lehre ist eine Synthese verschiedener esoterischer und naturphilosophischer Traditionen mit der Idee einer „Generalreformation“ der ganzen Welt. Ihre Publikation löste eine Flut von zustimmenden und ablehnenden Kommentaren aus; schon 1620 waren über 200 diesbezügliche Schriften erschienen. Der angeblich dahinter stehende geheime Orden bestand nach heutigem Kenntnisstand jedoch wahrscheinlich nur aus wenigen Personen an der Tübinger Universität, darunter Johann Valentin Andreae (1586–1654).

### Aufklärung und Romantik
Einen wichtigen Wendepunkt in der Rezeption esoterischer Lehren markiert die 1699/1700 publizierte Unparteyische Kirchen- und Ketzer-Historie von Gottfried Arnold, in der erstmals ein Überblick über „alternative“ Anschauungen innerhalb des Christentums gegeben wurde, ohne diese als Irrlehren zu verdammen. Der Protestant Arnold rehabilitierte insbesondere die Gnosis, indem er sie als Suche nach „ursprünglicher Religiosität“ beschrieb.
Im 18. Jahrhundert entwickelte sich eine im Vergleich zu den „Klassikern“ wie Jakob Böhme weniger visionäre, dafür stärker intellektuell geprägte Theosophie. Deren wichtigster Vertreter, Friedrich Christoph Oetinger (1702–1782), war zugleich auch ein bedeutender Propagator der lurianischen Kabbala im deutschen Sprachraum. Durch die erste deutsche Übersetzung im Jahre 1706 wurde das Corpus Hermeticum breiter bekannt und zum Gegenstand wissenschaftlicher Darstellungen. Populär waren Themen wie Vampirismus und Hexerei, und Gestalten wie der Graf von Saint Germain oder Alessandro Cagliostro hatten Konjunktur. Daneben etablierte sich eine institutionalisierte Esoterik in Form von Geheimen Bruderschaften, Orden und Logen (vor allem die Rosenkreuzer und Teile der Freimaurerei).

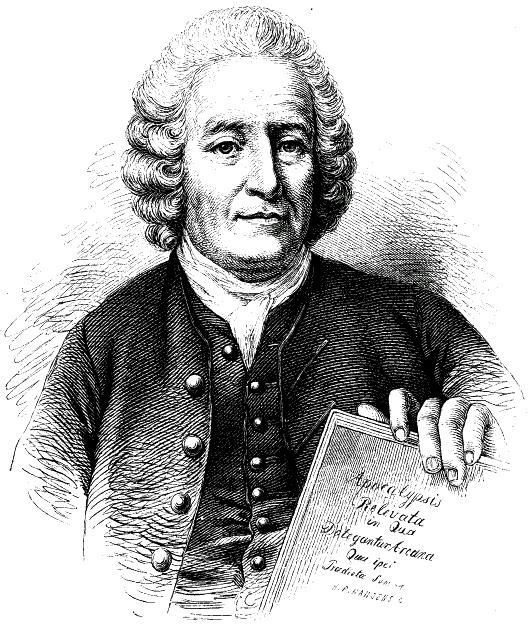
Emanuel Swedenborg

Eine Sonderstellung im Bereich der Theosophie nimmt der renommierte schwedische Naturwissenschaftler und Erfinder Emanuel Swedenborg (1688–1772) ein, der ähnlich wie Böhme aufgrund von Visionen, die er 1744/45 hatte, zum Mystiker und Theosophen wurde. Nach Swedenborgs Überzeugung leben wir mit unserem Unbewussten in einer jenseitigen geistigen Welt, in welcher wir bewusst „erwachen“, wenn wir sterben. Als Autor etlicher umfangreicher Werke avancierte er bald zu einem der einflussreichsten, aber auch umstrittensten Mystiker im Zeitalter der Aufklärung. Anhänger seiner Lehre gründeten die bis heute bestehende Glaubensgemeinschaft „Neue Kirche“, unter den Theosophen seiner Zeit blieb er jedoch ein wenig geschätzter Außenseiter, und sein bedeutendster Kritiker war kein Geringerer als Immanuel Kant (1724–1804), der ihm 1766 die Streitschrift Träume eines Geistersehers widmete.
In der Aufklärung, zu deren wichtigstem Denker Kant durch seine späteren Hauptwerke avancieren würde, war der Esoterik neben den etablierten Kirchen eine weitere mächtige Gegnerschaft erwachsen. Aufgrund seines Verständnisses von Vernunft und Wissen musste Kant, obwohl er in jungen Jahren selbst der Seelenwanderungslehre angehangen hatte, Lehren wie diejenige Swedenborgs ablehnen, und darin folgte ihm bald die große Mehrheit der Gelehrten. Zwar könne man, so Kant, nicht beweisen, dass Swedenborgs Behauptungen über die Existenz von Geistern und dergleichen falsch seien, ebenso wenig aber das Gegenteil, und wenn man auch nur eine einzige Geistererzählung als wahr anerkennen würde, würde man damit das gesamte Selbstverständnis der Naturwissenschaften in Frage stellen.

Philipp Otto Runge: Der Morgen, 1808

Dass Aufklärung und Esoterik nicht notwendigerweise im Gegensatz zueinander stehen müssen, zeigen hingegen die Freimaurer, bei denen ein aktives Eintreten für die rationale Aufklärung und ein verbreitetes Interesse für Esoterik nebeneinander bestanden und „Aufklärung“ vielfach mit einem Streben nach „höherem“ Wissen gleichgesetzt wurde, verbunden mit dem esoterischen Motiv der Transformation des Individuums. Esoterisch ausgerichteten Orden gehörten im 18. Jahrhundert viele bedeutende Personen an, darunter der preußische Kronprinz und spätere König Friedrich Wilhelm II., dessen Orden allerdings nur bis zu seiner Krönung bestand, weil er damit aus der Sicht der Ordensleitung seinen Zweck erfüllt hatte. Obwohl auch einige andere Adlige bedeutende Freimaurer waren, spielte das Freimaurertum insgesamt aber eher eine Rolle bei der Stärkung des sich emanzipierenden Bürgertums gegenüber dem absolutistischen Staat.
In die Naturphilosophie und Kunst der deutschen Romantik floss in erheblichem Maß esoterisches Gedankengut ein. So war Franz von Baader (1765–1841) zugleich ein bedeutender Naturphilosoph und der herausragende Theosoph dieser Epoche. In letzterer Hinsicht knüpfte er stark an Böhme an, allerdings in einer äußerst spekulativen Weise. In der romantischen Dichtung tritt der esoterische Einfluss besonders deutlich bei Novalis (1772–1801) hervor, aber auch etwa bei Johann Wolfgang von Goethe (1749–1832), Justinus Kerner (1786–1862) und etlichen anderen bedeutenden Dichtern. Novalis fasste die Natur als ein großes lebendiges Ganzes auf, mit dem der Mensch im Zuge einer Initiation erkennend verschmelzen kann. Dabei griff er auch alchemistische und freimaurerische Symbole auf. In der Musik ist vor allem Mozarts in einem freimaurerischen Umfeld entstandene Oper Die Zauberflöte zu nennen, in der Malerei Philipp Otto Runge.

### Moderne
Mit der Begründung der modernen Chemie im späten 18. Jahrhundert (vor allem durch die Schriften Lavoisiers 1787/1789) war der Niedergang der „operativen“ Alchemie eingeleitet, was deren Popularität allerdings zunächst wenig beeinträchtigte, und daneben bestand eine „spirituelle“ Alchemie als eine spezielle Form der Gnosis weiter. Auch Elektrizität und Magnetismus waren in dieser Zeit geläufige Themen esoterischer Diskurse, wobei sich besonders der schwäbische Arzt Franz Anton Mesmer (1734–1815) mit seiner Theorie des „animalischen Magnetismus“ hervortat. Mesmer verband die alte alchemistische Vorstellung eines alles durchströmenden unsichtbaren Fluidums mit dem modernen Begriff des Magnetismus und mit der Behauptung, damit Krankheiten heilen zu können. Nachdem er sich 1778 in Paris niedergelassen hatte, eroberten die von ihm entwickelten „magnetischen“ Heilgeräte vor allem die dortige Kaffeehaus-Szene. Seine „Therapiemethode“, zu mehreren um ein solches Gerät herumzusitzen, dabei in Trance und Ekstase zu geraten und den „Magnetismus“ daran beteiligter gesunder Personen in sich einströmen zu lassen, kann als ein Vorläufer der späteren spiritistischen Séancen gelten.

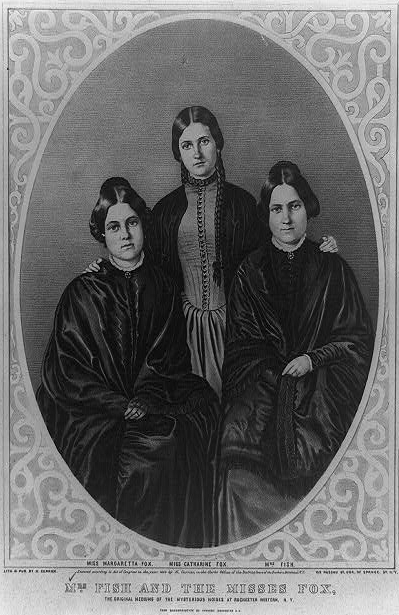
Die Fox-Schwestern, hier 1852, gelten als Begründerinnen des Spiritismus.

Ende des 18. Jahrhunderts tauchte die neue Praktik auf, zumeist weibliche Personen in einen „magnetischen Schlaf“ zu versetzen und dann über die übersinnliche Welt zu befragen. Im deutschen Sprachraum befasste sich der schon genannte Justinus Kerner damit. Eine Abwandlung dieser Praktik ist der Spiritismus, dessen Ursprung 1848 bei zwei Schwestern in den USA liegt, der aber schnell auch auf Europa übergriff und Millionen Anhänger fand. Auch hierbei dient eine Person als „Medium“, und diesem werden Fragen gestellt, welche sich an die Geister von Verstorbenen wenden. Die Geister sollen antworten, indem sie den Tisch, an dem die Sitzung stattfindet, in Bewegung versetzen. In Verbindung mit dem Reinkarnationsgedanken entwickelte sich daraus eine regelrechte Religion.
Als Begründer des Okkultismus im eigentlichen Sinn in der zweiten Hälfte des 19. Jahrhunderts gilt Éliphas Lévi (1810–1875). Obwohl seine Werke nur „wenig geschickte Kompilationen“ (Faivre) waren, war er zeitweilig der bedeutendste Esoteriker überhaupt. Einflussreich war auch das umfangreiche okkultistische Werk von Papus (1865–1916); im deutschen Sprachraum ist vor allem Franz Hartmann (1838–1912) zu nennen. Dieser Okkultismus war eine Gegenströmung gegen die vorherrschende Wissenschaftsgläubigkeit und gegen die Entzauberung der Welt durch den Materialismus. Er verstand sich selbst jedoch als modern (Faivre nennt ihn eine Antwort der Moderne auf sich selbst) und lehnte im Allgemeinen den wissenschaftlichen Fortschritt nicht ab, sondern versuchte, diesen in eine umfassendere Vision zu integrieren.
Ein Kennzeichen der Moderne, welche durch die Aufklärer des 18. Jahrhunderts, aber auch durch den Neukantianismus des 19. Jahrhunderts geprägt wurde, ist die zunehmende Trennung von materiellen und sakral-transzendenten Bereichen der Wirklichkeit. Einerseits werden Natur und Kosmos zunehmend rational begriffen und somit „entzaubert“, andererseits wird dem Transzendenten eine außerweltliche Ebene zugewiesen. Daraus kann ebenso die Gegenreaktion erwachsen, die Natur, den Kosmos und die materielle Wirklichkeit erneut sakralisieren zu wollen und somit die Trennung zwischen weltlicher und außerweltlicher Sphäre wieder aufzuheben. Da der Glaube an die Berechenbarkeit aller Dinge und die prinzipielle Ergründbarkeit des Kosmos selbst das Ergebnis einer religionsgeschichtlichen Entwicklung sind, nämlich der schon in der alttestamentlichen Schöpfungsvorstellung angelegten Entseelung des Kosmos, kann gerade die moderne Abwendung von dieser religiösen Tradition auch eine Abwendung von dem Glauben an die rationale Wissenschaft nach sich ziehen. Dies kann zu der Überzeugung führen, dass weder Religion, wie beispielsweise das Christentum, noch Wissenschaft über die „wahre“ Weltdeutungshoheit verfügen, sondern dass eine Erklärung der Welt nur mit wissenschaftlicher und spiritueller Deutung möglich sei. Verschiedene Gruppierungen, die der modernen Esoterik zugeordnet werden können, vertraten genau diese Überzeugung.

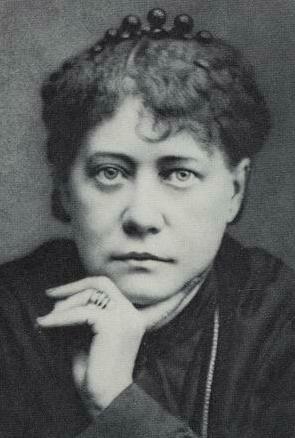
Helena Petrovna Blavatsky, 1877

Die Entstehung der europäischen Esoterik ist im 19. Jahrhundert in ihren globalen Verflechtungen zu begreifen. Das Indien des späten 19. Jahrhunderts und die Theosophical Society, haben dabei eine prägende Rolle gespielt. Die Theosophische Gesellschaft übte einen geistigen Einfluss auf den Hinduismus aus und gleichzeitig rezipierte und adaptierte sie selbst Ideen und Praktiken aus dieser Tradition. Somit kam es zu einer gegenseitigen Wechselwirkung. Die durch die Theosophische Gesellschaft geprägte esoterische Praxis hatte in Europa einen erheblichen Einfluss Anfang des 19. Jahrhunderts auf das Verständnis von Spiritualität, Religion und Wissenschaft.
In einem engeren Sinn wird vielfach das Jahr 1875 als Geburtsjahr der modernen westlichen Esoterik angesehen, markiert durch die Gründung der Theosophischen Gesellschaft (TG) in New York. Initiator und dann auch Präsident dieser Gesellschaft war Henry Steel Olcott (1832–1907), ein renommierter Anwalt, der sich schon lange für esoterische Themen interessiert hatte und den Freimaurern nahestand. Zur wichtigsten Person wurde jedoch schnell Olcotts Lebensgefährtin Helena Petrovna Blavatsky (1831–1891). HPB, wie sie später zumeist genannt wurde, war deutsch-ukrainischer Herkunft und hatte lange Jahre auf Reisen in weiten Teilen der Welt verbracht. Schon seit ihrer Kindheit stand sie in medialer Verbindung zu spirituellen „Meistern“ in Indien, von denen sie nun (laut einem Notizbucheintrag vor der Gründung der TG) die „Weisung“ erhalten hatte, eine philosophisch-religiöse Gesellschaft unter der Leitung Olcotts zu gründen. Auch Olcott berief sich auf Anweisungen von „Meistern“, die er allerdings in Form von Briefen erhalten habe. Die Ziele der TG wurden folgendermaßen formuliert: Erstens sollte sie den Kern einer universalen Bruderschaft der Menschheit bilden, zweitens eine vergleichende Synthese von Religionswissenschaft, Philosophie und Naturwissenschaft anregen und drittens ungeklärte Naturgesetze und im Menschen verborgene Kräfte erforschen. Die Bezeichnung theosophisch wurde dabei anscheinend kurzfristig einem Lexikon entnommen.
Kurz nach der Gründung der TG machte sich Blavatsky an die Abfassung ihres ersten Bestsellers Die entschleierte Isis (Isis Unveiled), der 1877 herauskam und dessen erste Auflage bereits nach zehn Tagen vergriffen war. In dieser und in anderen Schriften – das Hauptwerk Die Geheimlehre (The Secret Doctrine) erschien 1888 – bündelte HPB die esoterischen Traditionslinien der Neuzeit und gab ihnen eine neue Form. Von großer Bedeutung war dabei die Verbindung mit östlichen spirituellen Lehren, an denen zwar schon seit der Romantik ein recht reges Interesse bestanden hatte, die nun aber als das reinste „Urweistum“ der Menschheit in den Vordergrund rückten, was die Esoterik des 20. Jahrhunderts entscheidend prägen sollte. Blavatsky selbst gab einerseits an, ihr Wissen zu erheblichen Teilen der beinahe täglichen „Präsenz“ eines „Meisters“ zu verdanken (was man hundert Jahre später einmal „Channeling“ nennen würde). Im Vorwort der Geheimlehre hingegen behauptete sie, lediglich ein uraltes und bisher geheim gehaltenes östliches Dokument (das Buch des Dzyan) zu übersetzen und zu kommentieren. Schon nach dem Erscheinen von Isis Unveiled begannen Kritiker jedoch nachzuweisen, dass der Inhalt dieses Buches fast vollständig auch schon in anderer zeitgenössischer Literatur zu finden war, wobei die meisten der betreffenden Bücher für HPB unmittelbar in Olcotts Bibliothek verfügbar waren. Der enormen Wirkung ihres Werks tat das jedoch keinen Abbruch.

Das hermetische Rosenkreuz des Golden Dawn

Im Umfeld der Theosophischen Gesellschaft entstand gegen Ende des 19. Jahrhunderts eine ganze Reihe neuer initiatischer Gemeinschaften und magischer Orden, überwiegend in freimaurerischer und rosenkreuzerischer Tradition, darunter der Hermetic Order of the Golden Dawn (1888). Dieser Orden war von der christlichen Kabbala und dem Tarot inspiriert, befasste sich mit ägyptischen und anderen antiken Gottheiten und räumte einer zeremoniellen Magie einen erheblichen Raum ein. Für letztere stand vor allem Aleister Crowley (1875–1947), der später dem in Wien gegründeten Ordo Templi Orientis (1901) beitrat und diesem eine sexualmagische und antichristliche Ausrichtung gab. Crowley gilt als der bedeutendste Magier des 20. Jahrhunderts.
In Deutschland gründete Franz Hartmann 1886 eine deutsche Abteilung der Theosophischen Gesellschaft und 1888 einen Rosenkreuzer-Orden. Viel bedeutender war hier aber Rudolf Steiner (1861–1925), der 1902 Generalsekretär der neu gegründeten deutschen Sektion der TG wurde. Steiner übernahm zumindest in den ersten Jahren vieles von Blavatsky, war selbst aber stark von den naturwissenschaftlichen Werken Goethes und deutschen Philosophen wie Max Stirner und Friedrich Nietzsche beeinflusst und entwickelte schließlich eine eigene, christlich-abendländische, an der Mystik anknüpfende Lehre, die er später „Anthroposophie“ nannte, nachdem es zum Bruch mit der durch Annie Besant vertretenen internationalen Theosophischen Gesellschaft gekommen war. Als Vertreter einer christlichen Theosophie in Deutschland in der Tradition von Jakob Böhme und Franz von Baader ist im 20. Jahrhundert außerdem Leopold Ziegler (1881–1958) zu nennen.
Der populärste Zweig der Esoterik im 20. Jahrhundert war zweifellos die Astrologie. Sie bedient das Bedürfnis, mit Hilfe des Prinzips der Entsprechung die verlorengegangene Einheit von Mensch und Universum wiederherzustellen. Dies kann neben der praktischen Anwendung auch einen „gnostischen“ Aspekt haben, indem man „Zeichen“ zu deuten versucht und eine ganzheitliche Sprache entwickelt. Eine ähnliche Dualität von Praxis und Gnosis liegt auch beim Tarot vor sowie bei der Unterscheidung von zeremonieller und initiatischer Magie.

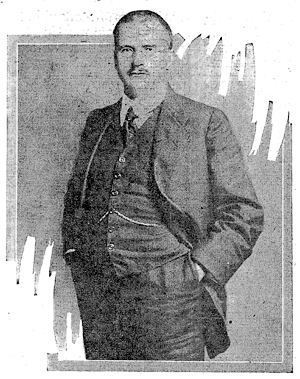
C. G. Jung 1912

Einen herausragenden Einfluss auf die Entwicklung der populären Esoterik in den letzten Jahrzehnten („New Age“) hatte Carl Gustav Jung (1875–1961). Jung postulierte die Existenz universeller seelischer Symbole, die er „Archetypen“ nannte und durch eine Analyse der Religionsgeschichte und insbesondere auch der Geschichte der Alchemie und Astrologie zu identifizieren suchte. In dieser Sichtweise wurde die innere Transformation des Adepten zum zentralen Inhalt esoterischen Handelns, so u. a. in der „psychologischen“ Astrologie. Dem liegt ein Konzept der Seele zugrunde, wie es in ähnlicher Form schon bei den antiken Neuplatonikern und bei Renaissance-Denkern wie Marsilio Ficino und Giovanni Pico della Mirandola zu finden war. Im Kontrast zur traditionellen Psychologie, die an dem mechanistisch-naturwissenschaftlichen Ansatz der Medizin ausgerichtet ist und die Rede von einer Seele als ein Ergebnis metaphysischer, also unwissenschaftlicher Spekulation betrachtet, wird hier die Seele zum „wahren Kern“ der Persönlichkeit erhoben und geradezu sakralisiert, d. h. ihrem eigentlichen Wesen nach als göttlich angesehen. Der Mensch strebt nach Vollkommenheit, indem er sich in seine eigene Göttlichkeit versenkt, welche im Unterschied zu manchen östlichen Lehren dem Individuum zugeschrieben wird.
Jungs aus der Theorie der Archetypen entwickeltes Konzept des kollektiven Unbewussten gehört auch zu den Ursprüngen der transpersonalen Psychologie, welche annimmt, dass es Ebenen der Wirklichkeit gibt, auf denen die Grenzen der gewöhnlichen Persönlichkeit überschritten werden können und eine gemeinsame Teilhabe an einer allumfassenden Symbolwelt möglich ist. Solche Vorstellungen verbanden sich in der von Amerika ausgehenden Hippie-Bewegung mit einem großen Interesse an östlichen Meditationstechniken und an psychoaktiven Drogen. Die wichtigsten Theoretiker dieser transpersonalen Bewegung sind Stanislav Grof und Ken Wilber. Grof experimentierte mit LSD und versuchte dabei, eine Systematik der auftretenden „transpersonalen“ Bewusstseinszustände zu entwickeln.

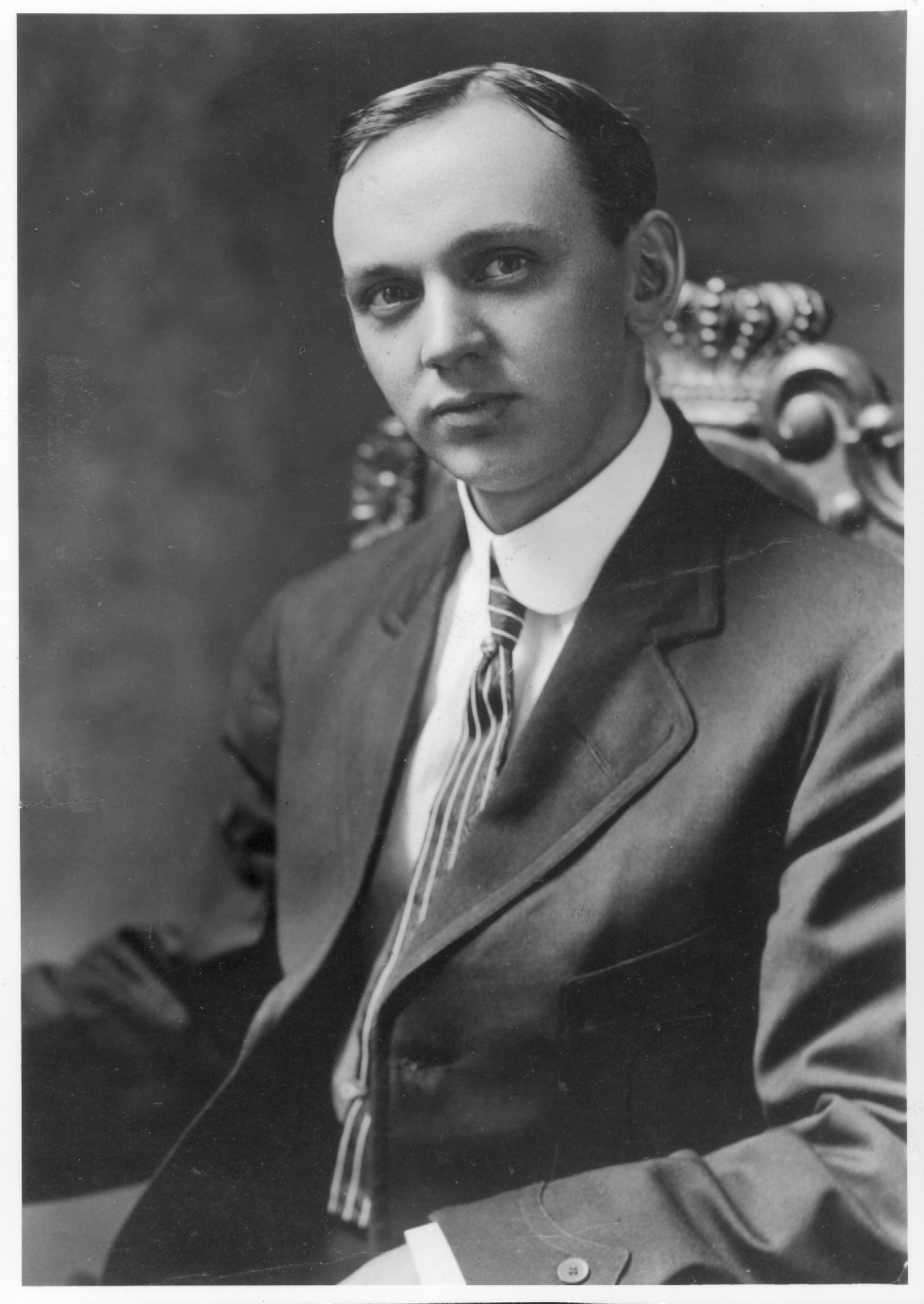
Edgar Cayce, 1910

Für die Kommunikation mit transzendenten Wesen in einem veränderten Bewusstseinszustand (etwa in Trance) etablierte sich in den 1970er Jahren die Bezeichnung „Channelling“. Sehr populär wurden in diesem Bereich die Prophezeiungen von Edgar Cayce (1877–1945). Weitere bedeutende Medien waren oder sind Jane Roberts (1929–1984), Helen Schucman (1909–1981) und Shirley MacLaine. Auch die Lehren von Theosophen wie Helena Petrovna Blavatsky und Alice Bailey sind hierher zu rechnen, und Vergleichbares findet sich im Neo-Schamanismus, in der modernen Hexenbewegung und im Neopaganismus. Allen gemeinsam ist die Überzeugung von der Existenz anderer Welten und von der Möglichkeit, aus diesen Informationen zu erhalten, die in der diesseitigen Welt nützlich sein können.
Ein weiteres zentrales Thema der heutigen Esoterik sind ganzheitliche Konzeptionen der Natur, wobei naturwissenschaftliche oder naturphilosophische Ansätze die Grundlage für eine spirituelle Praxis bilden. Ein Beispiel dafür ist die Tiefenökologie, eine biozentrische und radikal gegen den vorherrschenden Anthropozentrismus gerichtete Synthese ethischer, politischer, biologischer und spiritueller Positionen (Arne Næss, deep ecology, 1973). Die Tiefenökologie betrachtet die gesamte Biosphäre als ein einziges, zusammenhängendes „Netz“, das nicht nur als solches erkannt, sondern auch in einer spirituellen Dimension erfahren werden soll. Damit verwandt sind James Lovelocks Gaia-Hypothese, die den ganzen Planeten Erde als einen Organismus auffasst, und daran anknüpfende Konzepte von David Bohm, Ilya Prigogine, David Peat, Rupert Sheldrake und Fritjof Capra, die man als „New Age Science“ zusammenfassen kann.

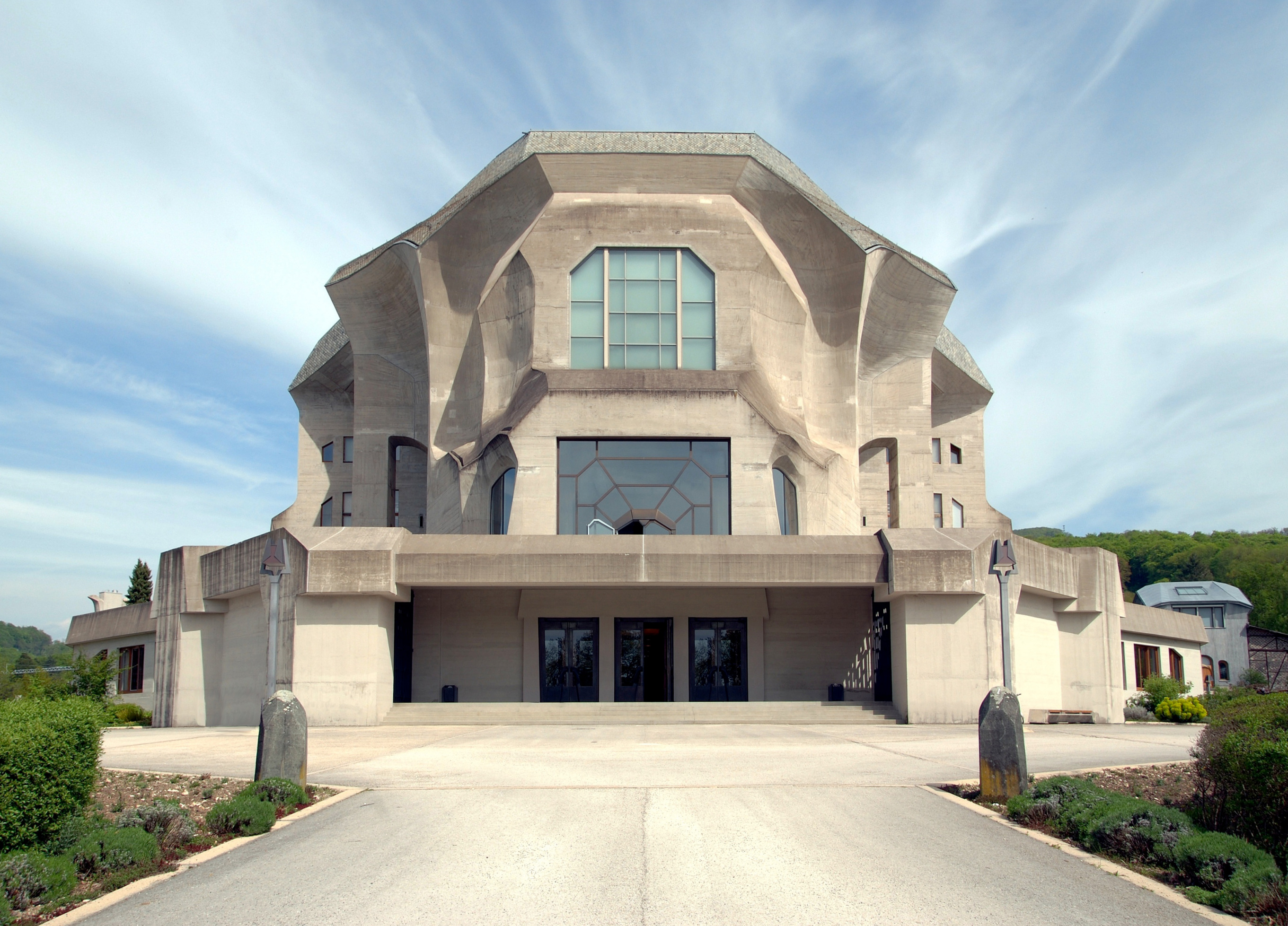
Das Goetheanum in Dornach, Zentrum der Anthroposophischen Gesellschaft

Im Bereich der Freimaurerei und des Rosenkreuzertums wurden im 20. Jahrhundert zahlreiche initiatische Gesellschaften neu gegründet. Eine besonders breite Wirkung entfaltete der 1915 gegründete Rosenkreuzer-Orden AMORC. Im deutschen Sprachraum ist die Anthroposophische Gesellschaft mit ihrem Zentrum in Dornach bei Basel am bedeutendsten, was durch den Erfolg der auf anthroposophischer Grundlage arbeitenden Waldorfschulen noch verstärkt wird. Die Theosophische Gesellschaft zerfiel nach Blavatskys Tod in mehrere Gruppierungen, welche heute in diversen Ländern sehr aktiv sind.
Wie schon in der Romantik, lassen sich auch in der Moderne vielfach esoterische Einflüsse in Kunst und Literatur aufzeigen. Das gilt etwa für die Architektur Rudolf Steiners (Goetheanum), für die Musik Alexander Skrjabins, die Gedichte Andrej Belyis, die Dramen August Strindbergs und das literarische Werk Hermann Hesses, aber auch für Bereiche der neueren Science Fiction wie etwa die Star-Wars-Filmtrilogie von George Lucas. Ein bedeutender Einfluss auf die bildende Kunst ging auch von der Theosophischen Gesellschaft aus. Beispiele für künstlerische Gestaltung im Dienst der Esoterik sind manche Tarot-Blätter und die Illustrationen in manchen esoterischen Büchern. Nicht im eigentlichen Sinn esoterisch beeinflusst, aber beliebte Gegenstände esoterischer Interpretationen waren die Musik Richard Wagners und die Gemälde Arnold Böcklins.

## Esoterik als Gegenstand wissenschaftlicher Forschung

### Ursprünge der Esoterikforschung
Was heute als westliche Esoterik bezeichnet wird, wurde anscheinend erstmals gegen Ende des 17. Jahrhunderts als eigenständiges und zusammenhängendes Feld erkannt. 1690/1691 publizierte Ehregott Daniel Colberg seine polemische Schrift Das platonisch-hermetische Christenthum, und 1699/1700 folgte Gottfried Arnolds Unpartheyische Kirchen- und Ketzer-Historie, in welcher er bis dahin als häretisch eingestufte Spielarten des Christentums aus christlich-theosophischer Sicht verteidigte. Diesen theologisch ausgerichteten Arbeiten folgten philosophiehistorisch orientierte, zunächst Johann Jakob Bruckers Historia critica Philosophiae (1742–1744), in der verschiedene Strömungen behandelt wurden, welche heute der westlichen Esoterik zugerechnet werden, und schließlich Die christliche Gnosis oder die christliche Religions-Philosophie in ihrer geschichtlichen Entwicklung (1835) von Ferdinand Christian Baur, der eine direkte Linie von der antiken Gnosis über Jacob Böhme bis zum deutschen Idealismus zog. In der aktuellen religionswissenschaftlichen Forschung wird das Konzept einer „westlichen Esoterik“ in Frage gestellt. Denn ausgehend von dem, was heute als westliche Esoterik beschrieben wird, lässt sich laut Michael Bergunder eine historische und inhaltliche Kontinuität nur bis in die zweite Hälfte des 19. Jahrhunderts zurückverfolgen. Auf Grund des kolonialen Imperialismus stand dieser Diskurs bereits in einem globalen Aushandlungsprozess.
Im weiteren Verlauf des 19. Jahrhunderts wurden derartige Themen weitgehend aus dem wissenschaftlichen Diskurs ausgegrenzt, indem man sie als Produkte irrationaler Schwärmerei betrachtete oder als vor-wissenschaftlich einordnete (die Alchemie als Proto-Chemie oder die Astrologie als Proto-Astronomie). Stattdessen schrieben nun Okkultisten wie Éliphas Lévi oder Helena Petrovna Blavatsky umfangreiche „Historien“ der Esoterik, in denen, wie Hanegraaff schreibt, ihre eigene Fantasie eine kritische Betrachtung historischer Tatbestände ersetzte, was erst recht dazu beitrug, dass ernsthafte Wissenschaftler dieses Themenfeld mieden. Erst 1891–1895 legte Carl Kiesewetter mit seiner Geschichte des neueren Occultismus wieder eine bedeutende akademische Studie vor, gefolgt von Les sources occultes du Romantisme von Auguste Viatte (1927) und Lynn Thorndikes achtbändiger History of Magic and Experimental Science (1923–1958). Eine umfassende Sicht westlicher Esoterik, die etwa der Perspektive heutiger Esoterikforschung entspricht, scheint als Erster Will-Erich Peuckert in seiner 1936 erschienenen Pansophie – ein Versuch zur Geschichte der weißen und schwarzen Magie entwickelt zu haben, die mit Marsilio Ficino und Giovanni Pico della Mirandola beginnt und über Paracelsus und die christliche Theosophie zum Rosenkreuzertum führt.

### Hermetik und neuzeitliche Wissenschaft: das Yates-Paradigma
In ihrem aufsehenerregenden Buch Giordano Bruno and the Hermetic Tradition versuchte die Historikerin Frances A. Yates 1964 nachzuweisen, dass die Hermetik, wie sie von Pico della Mirandola, Giordano Bruno und John Dee vertreten wurde, bei der Begründung der neuzeitlichen Wissenschaft in der Renaissance eine wesentliche Rolle gespielt habe und dass diese Wissenschaft ohne den Einfluss der Hermetik gar nicht entstanden wäre. Obwohl das „Yates-Paradigma“ sich in dieser starken Form in akademischen Kreisen letztlich nicht etablieren konnte und Yates’ provozierende Thesen hauptsächlich in religiösem und der Esoterik nahestehendem Schrifttum auf Resonanz stießen, wird es wegen der Debatten, die es auslöste, als wichtige „Initialzündung“ für die moderne Esoterikforschung betrachtet.

### Esoterik als Denkform: Das Faivre-Paradigma
Antoine Faivre stellte 1992 die These auf, dass man die Esoterik als eine Denkform (frz. forme de pensée) betrachten könne, die im Gegensatz zu wissenschaftlichem, mystischem, theologischem oder utopischem Denken steht.
Faivre versteht Esoterik als bestimmte Art und Weise des Denkens:
- Entsprechungen: Zwischen allen Teilen der sichtbaren Welt und allen Teilen der unsichtbaren Welt und umgekehrt existieren symbolische oder reale Verbindungen. Diese Verbindungen können durch den Menschen erkannt, gedeutet und benutzt werden. Es lassen sich dabei zwei Arten von Entsprechungen unterscheiden: die in der Natur vorgefundenen Konstellationen mit dem Menschen oder Teilen seiner Psyche oder seines Körpers (wie bei der Astrologie) sowie zwischen der Natur und offenbarten Schriften (wie bei der Kabbala).
- Die lebendige Natur: Die Natur in allen ihren Teilen wird als wesenhaft lebendig angesehen. Ihr können deshalb neben der materiellen Wirklichkeit auch seelische und geistige Eigenschaften zugesprochen werden. Diese zu erkennen und zu beschreiben nimmt einen besonders großen Stellenwert in der paracelsischen Tradition ein.
- Imagination und Mediation: Es gibt eine Reihe von Vermittlern, die die Entsprechungen offenbaren können (als Rituale, Geister, Engel, symbolische Bilder). Das wichtigste Hilfsmittel dafür stellt die Imagination dar; sie ist eine Art „Seelenorgan“, mit dessen Hilfe der Mensch eine Verbindung zu einer unsichtbaren Welt herzustellen vermag. Das Fehlen dieses Merkmals ist für Faivre der wesentliche Unterschied der Esoterik zur Mystik.
- Erfahrung der Transmutation: Transmutation ist ein ursprünglich aus der Alchemie stammender Begriff und bedeutet die Verwandlung eines Teils der Natur in etwas anderes auf qualitativ neuer Ebene. In der Alchemie wäre dies beispielsweise die Verwandlung von Blei in Gold. Dieses Prinzip wird in der Esoterik auch allgemein auf den Menschen angewendet und steht dann für die sogenannte „zweite Geburt“ oder die Wandlung zum „wahren Menschen“ im Verlauf eines individuellen spirituellen Heilswegs.

Dieser Ansatz Faivres erwies sich als sehr fruchtbar für die vergleichende Forschung, wurde von vielen anderen Esoterikforschern übernommen und trat weitgehend an die Stelle des Yates-Paradigmas, stieß aber auch auf vielfältige Kritik. So wurde bemängelt, dass Faivre seine Charakterisierung hauptsächlich auf Untersuchungen des Hermetismus der Renaissance, der Naturphilosophie, der christlichen Kabbala und der protestantischen Theosophie stützte und damit den Begriff der Esoterik so eng fasse, dass er auf entsprechende Erscheinungen in der Antike, im Mittelalter und in der Moderne sowie außerhalb der christlichen Kultur (Judentum, Islam, Buddhismus) vielfach nicht mehr anwendbar sei. Zweifellos hat das Faivre-Paradigma jedoch entscheidend dazu beigetragen, dass die Esoterikforschung als Teil des ernsthaften Wissenschaftsbetriebs anerkannt wurde.

### Institutionen
Ein erster spezieller Lehrstuhl für die „Geschichte der christlichen Esoterik“ wurde 1965 an der Sorbonne in Paris eingerichtet (1979 umbenannt in „Geschichte der esoterischen und mystischen Strömungen im neuzeitlichen und zeitgenössischen Europa“). Diesen Lehrstuhl hatte von 1979 bis 2002 Antoine Faivre inne, seit 2002 als Emeritus neben Jean-Pierre Brach.
Seit 1999 gibt es in Amsterdam einen Lehrstuhl für die „Geschichte der hermetischen Philosophie und verwandter Strömungen“ (Wouter J. Hanegraaff). Drittens wurde an der Universität von Exeter (England) ein Zentrum für Esoterikforschung eingerichtet (Nicholas Goodrick-Clarke; † 2012). Im Jahre 2006 richtete auch der Vatikan an der Päpstlichen Universität Angelicum in Rom einen „Lehrstuhl für nichtkonventionelle Religionen und Spiritualitätsformen“ (Michael Fuß) ein.
Die wichtigste deutschsprachige Fachzeitschrift ist Gnostika.
Zum Thema Reinkarnation, bei dem die Forschung Berührungspunkte und Übereinstimmungen mit der Esoterik sieht, kann man auch →dort nachlesen.

## Esoterik und Politik
Ab dem frühen 19. Jahrhundert hatten diverse esoterische Strömungen einen erheblichen Einfluss auf die intellektuelle Begründung der Demokratie und auf die Ausbildung eines Geschichtsbewusstseins. Dabei handelte es sich einerseits um eine romantische Rückbesinnung auf das Ursprüngliche in Ablehnung der Moderne, andererseits um eine progressive Erwartung des Eintretens vorhergesagter Ereignisse. Beispiele für letzteres sind Frühsozialisten wie Robert Owen, Pierre Leroux und Barthélemy Prosper Enfantin. Umgekehrt lässt sich zeigen, dass das Fortbestehen frühsozialistischer Ideen, insbesondere des Saint-Simonismus und des Fourierismus, nach 1848 essentiell sowohl für die Entstehung des Spiritismus als auch des Okkultismus gewesen ist.
Aleister Crowley neigte dem Stalinismus und dem italienischen Faschismus zu. Noch weiter ging Julius Evola, indem er sich auch dem Nationalsozialismus zuwandte. Während Stalin derartigen Erscheinungen gegenüber relativ tolerant war, wurden sie im NS-Deutschland schnell ausgeschaltet. Ein Esoteriker, der die Moderne radikal ablehnte und sich dem Islam zuwandte, war René Guénon. Teile des New Age griffen die Erwartungshaltung des früheren Okkultismus wieder auf.

## Gegenstandpunkte und Kontroversen

### Haltung der Kirchen
Manche Praktiken, die heute der Esoterik zugerechnet werden, insbesondere Wahrsagen und die Magie, werden schon im Tanach, der Heiligen Schrift des Judentums, scharf verurteilt. Im frühen Christentum entzündeten sich dann darüber hinaus grundsätzliche interne Konflikte, die zur Ausgrenzung vieler sogenannter „gnostischer“ Gruppierungen aus der sich institutionell festigenden Kirche führten, weshalb deren abweichende Lehren und Erkenntnis-Ansprüche heute ebenfalls zur Esoterik zählen (vgl. Kapitel „Geschichte“).
Bis heute stellt sich die offizielle Lehre der christlichen Hauptströmungen (Orthodoxie, Katholizismus, Protestantismus) klar gegen jede Form der „Wahrsagerei“ und Magie, so beispielsweise der Katechismus der Katholischen Kirche:

„Gott kann seinen Propheten und anderen Heiligen die Zukunft offenbaren. Die christliche Haltung besteht jedoch darin, die Zukunft vertrauensvoll der Vorsehung anheimzustellen und sich jeglicher ungesunder Neugier zu enthalten. […] Sämtliche Formen der Wahrsagerei sind zu verwerfen: Indienstnahme von Satan und Dämonen, Totenbeschwörung oder andere Handlungen, von denen man zu Unrecht annimmt, sie könnten die Zukunft ‚entschleiern‘. Hinter Horoskopen, Astrologie, Handlesen, Deuten von Vorzeichen und Orakeln, Hellseherei und dem Befragen eines Mediums verbirgt sich der Wille zur Macht über die Zeit, die Geschichte und letztlich über die Menschen, sowie der Wunsch, sich die geheimen Mächte geneigt zu machen. Dies widerspricht der mit liebender Ehrfurcht erfüllten Hochachtung, die wir allein Gott schulden. Sämtliche Praktiken der Magie und Zauberei, mit denen man sich geheime Mächte untertan machen will, um sie in seinen Dienst zu stellen und eine übernatürliche Macht über andere zu gewinnen – sei es auch, um ihnen Gesundheit zu verschaffen –, verstoßen schwer gegen die Tugend der Gottesverehrung.“

Die Evangelische Kirche in Deutschland schreibt:

„Esoterik wird von den Kirchen abgelehnt, weil man damit okkulte Praktiken, Spiritismus, UFO-Glaube u. a. m. verbindet.“

### Kontroverse um das Verhältnis zum Rechtsextremismus
Beeinflusst durch Theodor W. Adornos „Thesen gegen den Okkultismus“ (1951) ist besonders im deutschsprachigen Raum die Auffassung einer ideologischen Nähe zwischen Esoterik und Faschismus verbreitet (vgl. Rechtsextremismus und Esoterik). Gemeinsamkeiten sah Adorno in einer Abkehr von der Moderne, in Irrationalität, magischem Denken und autoritären Strukturen. Die Religionswissenschaftler Julian Strube und Arthur Versluis kritisieren an Adornos Thesen Intoleranz, Vorurteile und Pauschalisierungen. Versluis wirft Adorno sogar vor, er habe Opfer nationalsozialistischer Ausrottungsbestrebungen mit den Tätern identifiziert („Integration selber erweist sich am Ende als Ideologie für die Desintegration in Machtgruppen, die einander ausrotten“) und benutze antisemitische Denkmuster gegen sie („zwielichtig-asozial“, „Zerfall“).
Unter englischsprachigen Christen fand das Buch The Hidden Dangers of the Rainbow: The New Age Movement and Our Coming Age of Barbarism (1983, deutsch: Die sanfte Verführung) der amerikanischen Juristin Constance Cumbey große Aufmerksamkeit. Cumbey beschrieb das New Age als eine organisierte Bewegung mit der Zielsetzung, eine Weltregierung einzusetzen, und stellte historische Bezüge zum NS-Staat her. Daran schlossen weitere Autoren an.
Seit den 1990er Jahren werden im deutschen Sprachraum – ausgehend vom linken politischen Spektrum – rechtsextremistische Tendenzen in der Esoterik verstärkt diskutiert. Dies wurde maßgeblich ausgelöst durch das zuerst 1992 erschienene Buch Feuer in die Herzen der ehemaligen deutschen Grünen-Politikerin Jutta Ditfurth. Ditfurth bezeichnete die Esoterik pauschal als eine Ideologie, welche „ein übelriechender Eintopf aus geklauten, ihrem sozialen und kulturellen Zusammenhang entrissenen Elementen aus allen traditionellen Religionen“ sei und faschistische Wurzeln habe. Dabei knüpfte sie hauptsächlich an eine Studie der österreichischen Historiker Eduard Gugenberger und Roman Schweidlenka an, die seit den späten 1960er Jahren einen parallelen Anstieg ökologisch-alternativer, spirituell-esoterischer und rechtsextremer Neigungen in der Gesellschaft verzeichneten und unter Verweis auf die Zwischenkriegszeit vor einer möglichen „Wiederholung der Geschichte“ warnten. Ditfurth schrieb nun 1992, die New-Age-Bewegung (als Synonym für die aktuelle Esoterik-Szene) sei zwar „(noch) nicht faschistisch“, aber sie sah auch eine weitgehende Verwandtschaft: „Esoterik und Faschismus überschneiden sich in der Entpolitisierung der Menschen, dem knallharten Egokult, dem elitären Führertum und einer vollständig antisozialen, antihumanistischen und antiaufklärerischen Orientierung.“ Blavatskys Geheimlehre, die Ditfurth (fälschlich) der rassistischen Ariosophie zuordnete, sei „in die Gedankengänge von Naziführern eingegangen“, darunter namentlich Adolf Hitler, und zugleich „die wichtigste Wurzel der heutigen Anthroposophie und der New-Age-Szene.“
Zur Rolle esoterischer Vorstellungen in der Vorgeschichte des Nationalsozialismus hatte der britische Historiker Nicholas Goodrick-Clarke schon 1985 eine grundlegende Studie vorgelegt, die aber erst 1997 unter dem Titel Die okkulten Wurzeln des Nationalsozialismus in deutscher Übersetzung erschien. Darin stellte Goodrick-Clarke dar, dass die Ariosophie des frühen 20. Jahrhunderts, als deren „Standardwerk“ Ditfurth Blavatskys Geheimlehre bezeichnete, zwar Elemente der Lehre Blavatskys übernommen hatte, aber in Bezug auf die (damals noch als selbstverständliche Realität betrachteten) Menschenrassen eine gegensätzliche Haltung einnahm: Während Blavatsky eine Höherentwicklung der Menschheit durch die Verschmelzung aller Rassen in Aussicht stellte und zwischen diesen keine Unterschiede machen wollte, propagierten die Ariosophen zur Erreichung desselben Zieles umgekehrt eine strenge Rassentrennung und eine rassistisch hierarchische Gesellschaft. Zum Einfluss der Ariosophie auf die Nationalsozialisten schrieb Goodrick-Clarke, dass Hitler diese zwar kannte, aber weitgehend ablehnte.
Zur Frage einer politischen Einordnung der Esoterik schreibt Strube 2017: „Eine pauschale Einordnung von Esoterik in ein gewisses politisches Spektrum wäre irreführend. Historisch betrachtet waren Strömungen wie Spiritismus, Okkultismus oder New Thought eng verflochten mit radikalen politischen Reformbewegungen – die im 19. Jahrhundert vorwiegend sozialistischen, feministischen, oder anarchistischen Richtungen zuzuordnen wären […]. Die Rolle der Theosophischen Gesellschaft im antikolonialistischen und emanzipatorischen Kontext Südasiens ist wohlbekannt (Annie Besant zum Beispiel, seit 1907 Präsidentin der Theosophischen Gesellschaft, wurde 1917 zur Präsidentin des Indischen Nationalkongresses gewählt). Jedoch boten einige Elemente, die von bestimmten Esoterikern artikuliert wurden, Anknüpfungspunkte für rassistische, nationalistische, und antisemitische Ideen.“ Auch der Religionswissenschaftler Gerald Willms sieht eine Anschlussfähigkeit von Esoterik an rassistisch-völkisches Denken in der Gegnerschaft zum Materialismus und der Betonung ganzheitlicher (holistischer) Ansätze. Esoterik sei aber zunächst an der persönlichen spirituellen Entwicklung interessiert und meist apolitisch. Es gebe nur eine „Grauzone zum rechten Rand“.

### Skeptikerbewegung
Grundsätzliche Kritik an jeglicher Esoterik äußern Vertreter der Skeptikerbewegung. So behauptet der Physiker Martin Lambeck, die Esoterik wolle das „mechanistisch-materialistische“ Weltbild der Physik schleifen, und die Physik erscheine daher „wie eine belagerte Festung“. „Ausgangspunkt aller Esoterik“ ist nach Lambeck (der sich dabei offenbar auf ein Buch von Thorwald Dethlefsen stützt) die Lehre des Hermes Trismegistos; „hermetische Philosophie“ sei gleichbedeutend mit Esoterik. Insbesondere bilde das in dem Satz „Wie oben, so unten“ klassisch formulierte Analogieprinzip die Grundlage aller Esoterik, und die Esoteriker seien davon überzeugt, auf dieser Grundlage die gesamte Welt des Mikro- und Makrokosmos erforschen zu können. Daraus folge aber, so Lambeck, dass aus der Sicht der Esoterik „alle seit Galilei mit Fernrohr und Mikroskop durchgeführten Untersuchungen überflüssig“ gewesen seien. Zudem stehe das Analogisieren „im fundamentalen Widerspruch zur Methode der heutigen Wissenschaft“. Aus diesem und anderen, ähnlichen angeblichen Widersprüchen zieht Lambeck nun allerdings nicht die Konsequenz, Esoterik abzulehnen. Ihm geht es um die Widerspruchsfreiheit des Lehrgebäudes der Physik und um ihren Anspruch, für ihr Gebiet allein zuständig zu sein. Die Esoterik mache Aussagen, die in diesen Zuständigkeitsbereich fielen, beispielsweise dass alles in der Welt aus zehn Urprinzipien aufgebaut sei (laut Lambeck ein grundlegendes Postulat der Esoterik). Die Existenz derartiger sogenannter „Paraphänomene“ müsse daher im Sinne des Popperschen Falsifikationismus empirisch getestet werden.

### Kommerzialisierung
Viele Kritiker, aber auch manche Esoteriker selber beklagen einen „Supermarkt der Spiritualität“: Verschiedene, teils widersprüchliche spirituelle Traditionen, die über Jahrhunderte in unterschiedlichen Kulturen der Welt entstanden, würden in der Konsumgesellschaft zur Ware, wobei sich verschiedene Trends und Moden schnell abwechselten („gestern Yoga, heute Reiki, morgen Kabbala“) und als Produkt auf dem Markt ihres eigentlichen Inhalts beraubt würden. Dieser Umgang sei oberflächlich, reduziere Spiritualität auf Klischees und beraube sie ihres eigentlichen Sinnes.